# Estilo manuelino
El estilo manuelino es un estilo arquitectónico portugués que se desarrolló en el reinado de Manuel I de Portugal (1495-1521) y prosiguió después de su muerte, aunque ya existiera desde el reinado de Juan II. Es una variación portuguesa del estilo gótico final, así como del arte luso-morisco o mudéjar, marcado por una sistematización de motivos iconográficos propios, de gran porte, simbolizando el poder regio. Incorporó, más tarde, ornamentaciones del Renacimiento italiano. El término «manuelino» fue creado por Francisco Adolfo Varnhagen en su Notícia Histórica e Descriptiva do Mosteiro de Belém de 1842.
El estilo se desarrolló en una época propicia de la economía portuguesa y dejó marcas en todo el territorio nacional. 

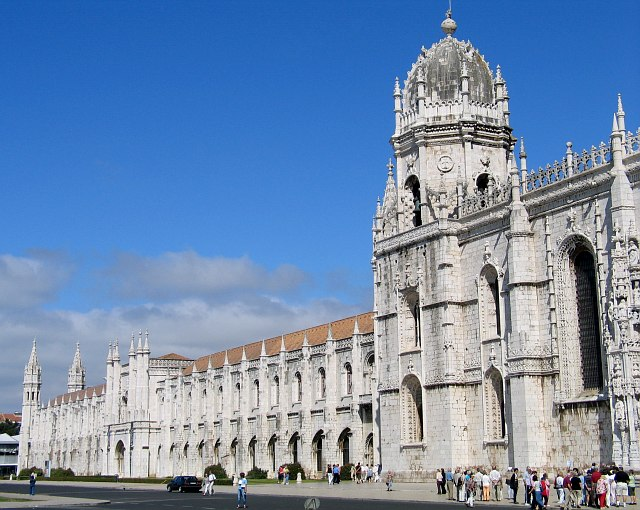
El Monasterio de los Jerónimos, en Lisboa, es uno de los legados más exuberantes de este estilo.
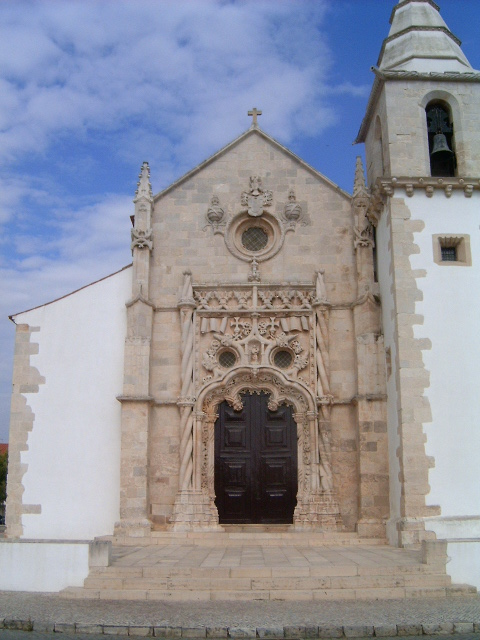
Iglesia Matriz de la Golegã, cuyo portal es uno de los más característicos del manuelino.
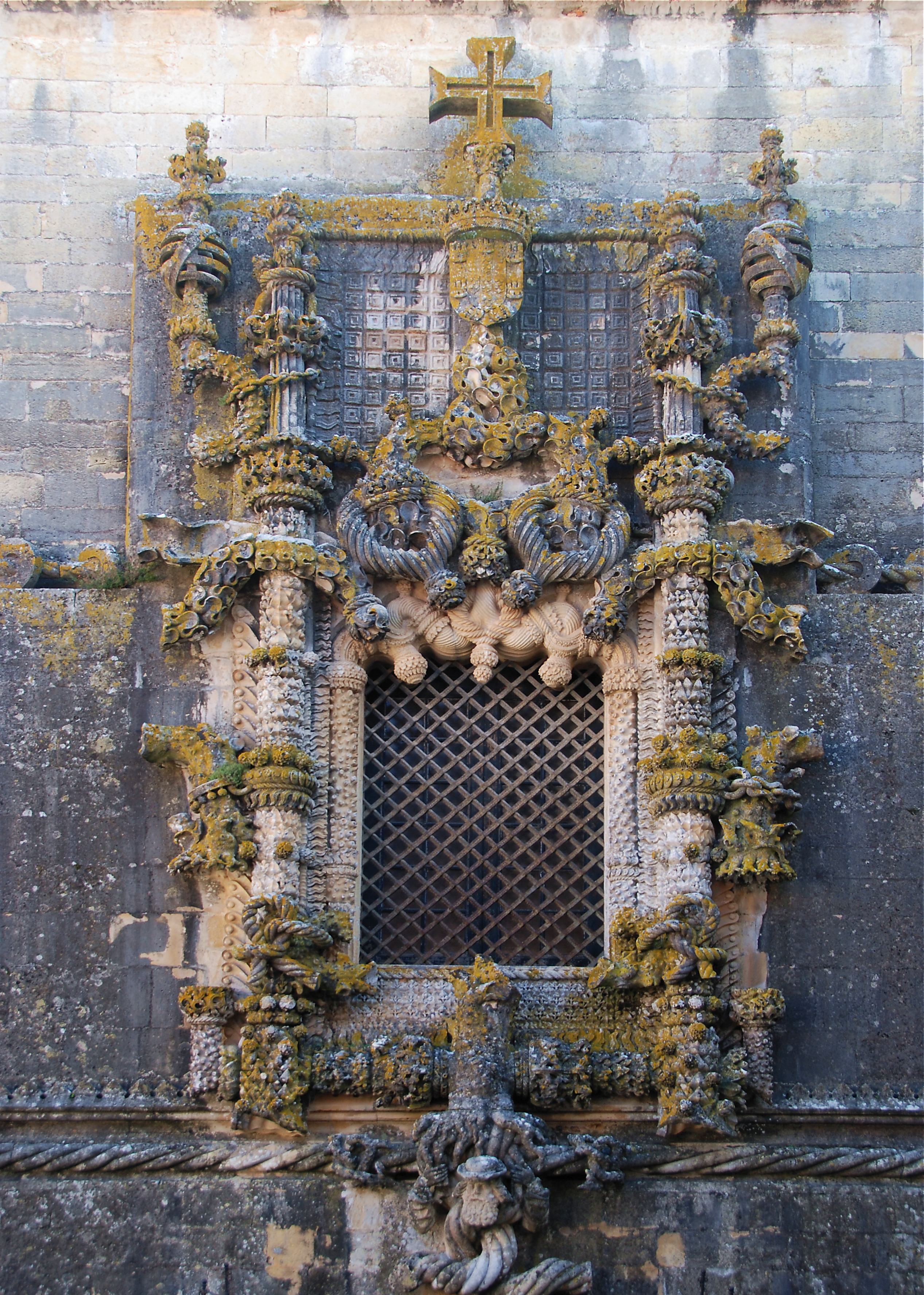
La ventana del Capítulo del Convento de Cristo, en Tomar es una de las más referidas obras en este estilo.
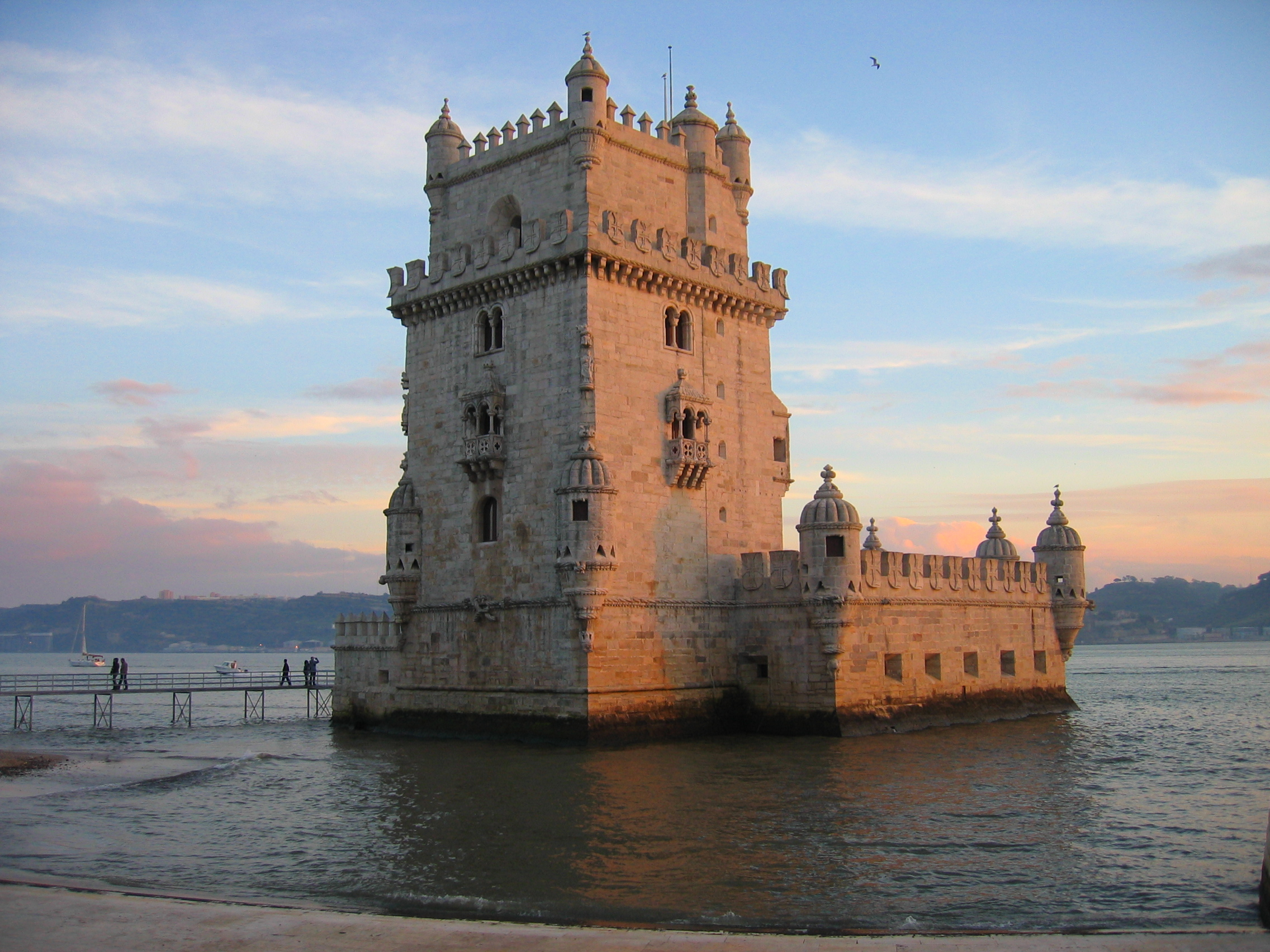
Torre de Belém en Lisboa.

## Características principales
Esta tendencia artística era conocida, en la época, como la variante portuguesa de la arquitectura ad modum Yspaniae (al modo hispánico) que, por su parte, estaba incluida en la corriente arquitectónica "al moderno" - expresión utilizada para el gótico tardío donde también había la variante, por ejemplo, del modo tudesco o alemán en la entonces nueva arquitectura nórdica. Esta corriente se oponía a la arquitectura al modo antiguo o al romano. 
El estilo manuelino alcanza su fase de mayor madurez a partir de la segunda década de reinado de D. Manuel. Los escultores y arquitectos de Portugal definieron, en este contexto, un estilo de una originalidad vigorosa que aún hoy destaca de entre todo el patrimonio artístico portugués. 

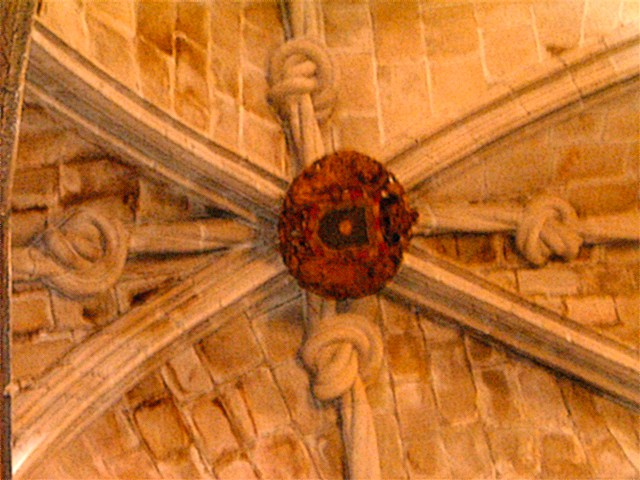
Bóveda de los nudos, en la Catedral de Viseo, de João de Castilho.

Los motivos ornamentales que caracterizan este estilo son de una riqueza impresionante y, al contrario de lo que se suele decir, no es caracterizada solo por los motivos marítimos, inspirados en la Era de los Descubrimientos, sino también por un conjunto de símbolos de orden diversa donde, eventualmente, se encuentran elementos de tipo marinero. La idea de que los motivos ornamentales se conectaban al mar se debe a Edgar Quinet, en 1857, y se hizo un lugar común. 
En lo que concierne a la arquitectura propiamente dicha, el estilo manuelino no enmascara la estructura de los edificios al mantenerlos libres de ornamentación innecesaria: las paredes exteriores e interiores son generalmente desnudas, concentrándose la decoración en determinados elementos estructurales, como ventanas, portadas, arcos de triunfo, techos, bóvedas, pilares y columnas, arcos, nervaduras, rizos, cornisas, óculos y contrafuertes, además de túmulos, fuentes, crucero, etc. A pesar de ser esencialmente ornamental, el Manuelino se caracteriza también por la aplicación de determinadas fórmulas técnicas en alturas, como las bóvedas polinervadas a partir de ménsulas.

## Motivos ornamentales
La característica dominante del manuelino es la exuberancia de formas y una fuerte interpretación naturalista-simbólica de temas originales, eruditos o tradicionales. El conjunto decorativo de un elemento escultórico manuelino se presenta casi siempre como un discurso de piedra, donde diversos elementos y referencias se cruzan (pansemiosis -o "todos los significados"-), como el cabalismo cristiano, la alquimia, la influencia críptica sefardí, la tradición popular, etc. El contexto puede ser tanto moralizante, como alegórico, jocoso (cuando se apunta el dedo a los defectos humanos o los pormenores obscenos, como en la referencia al sexo oral, en una gárgola exterior a la "Torre de la Colegiata de la Oliveira" (Olivo), en Guimarães), esotérico o simplemente, propagandístico en relación con el poder imperial de D. Manuel I. Nótese que esta simbología está también muy conectada a la heráldica.

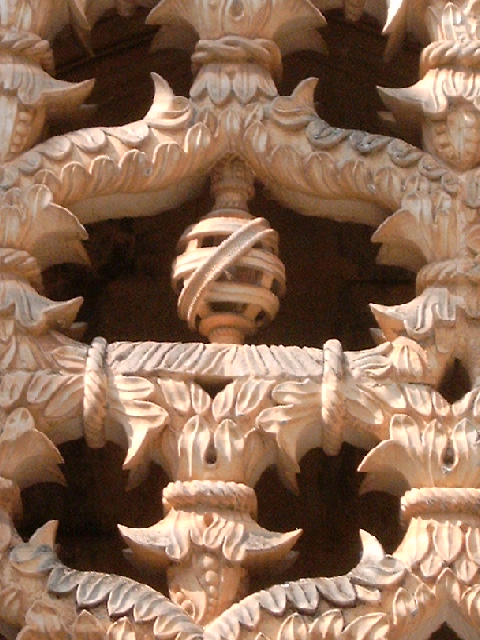
Esfera armilar como elemento ornamental, en el Claustro de Juan I, en el Monasterio de Batalha
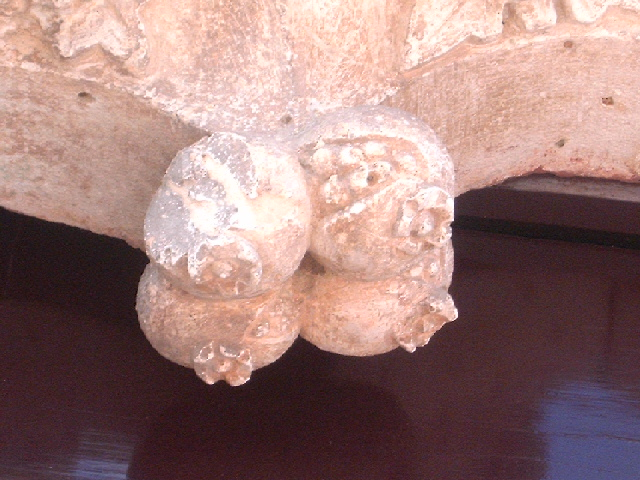
Granadas, símbolo de fertilidad, en la puerta lateral de la Iglesia Matriz de la Golegã
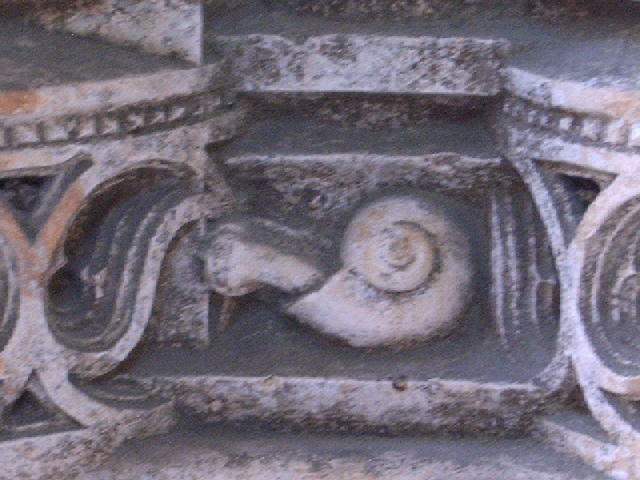
Caracol esculpido en el portal de las Capelas Imperfeitas, en el Monasterio de Batalha
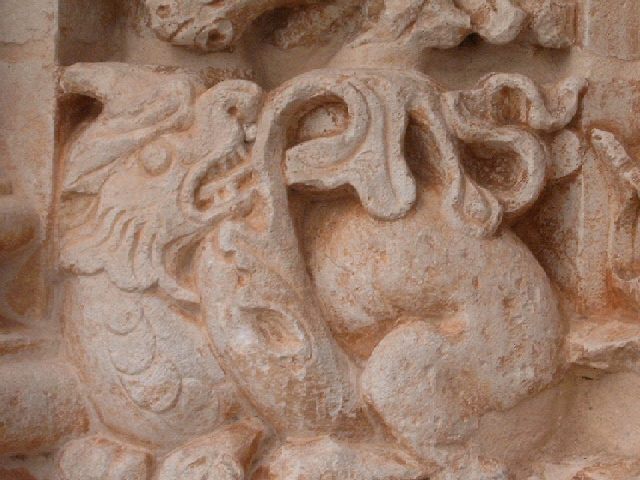
Dragón devorando la propia cola, en una referencia a la desmesura, al salvajismo, a la autodestrucción...o en realidad emulando los ciclos de la Naturaleza, en franca alusión al tema oriental de la serpiente mordiéndose la cola.
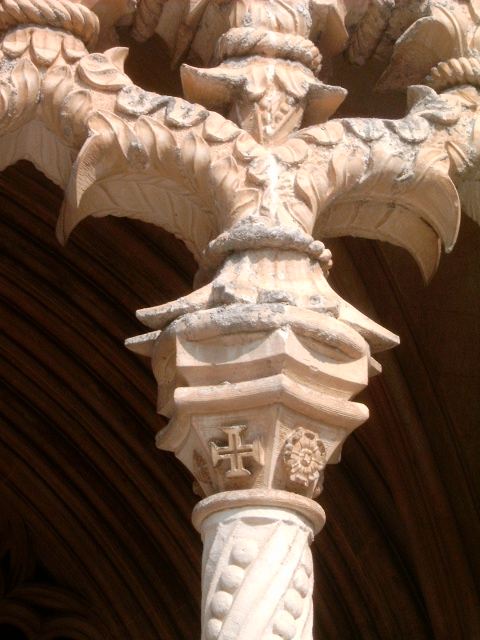
Capitel, en el claustro de Juan I, en el monasterio de Batalha, donde es visible uno de los dos motivos emblemáticos del estilo manuelino, la Cruz de la Orden de Cristo.
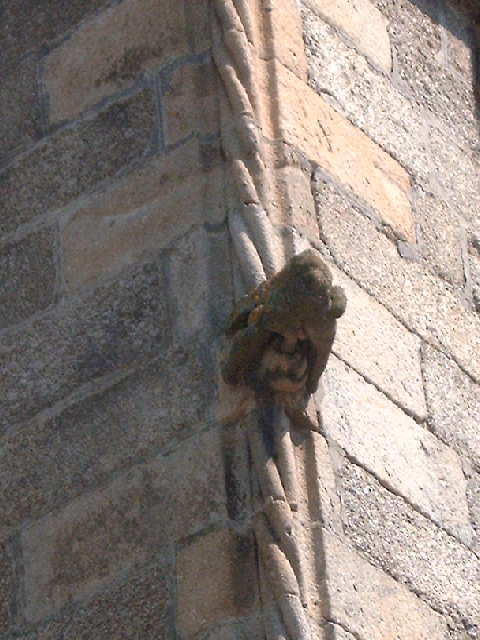
Detalle de la torre de la colegiata de la Oliveira (Olivo), en Guimarães, donde a las cuerdas esculpidas se asocia una gárgola representando el acto del sexo oral
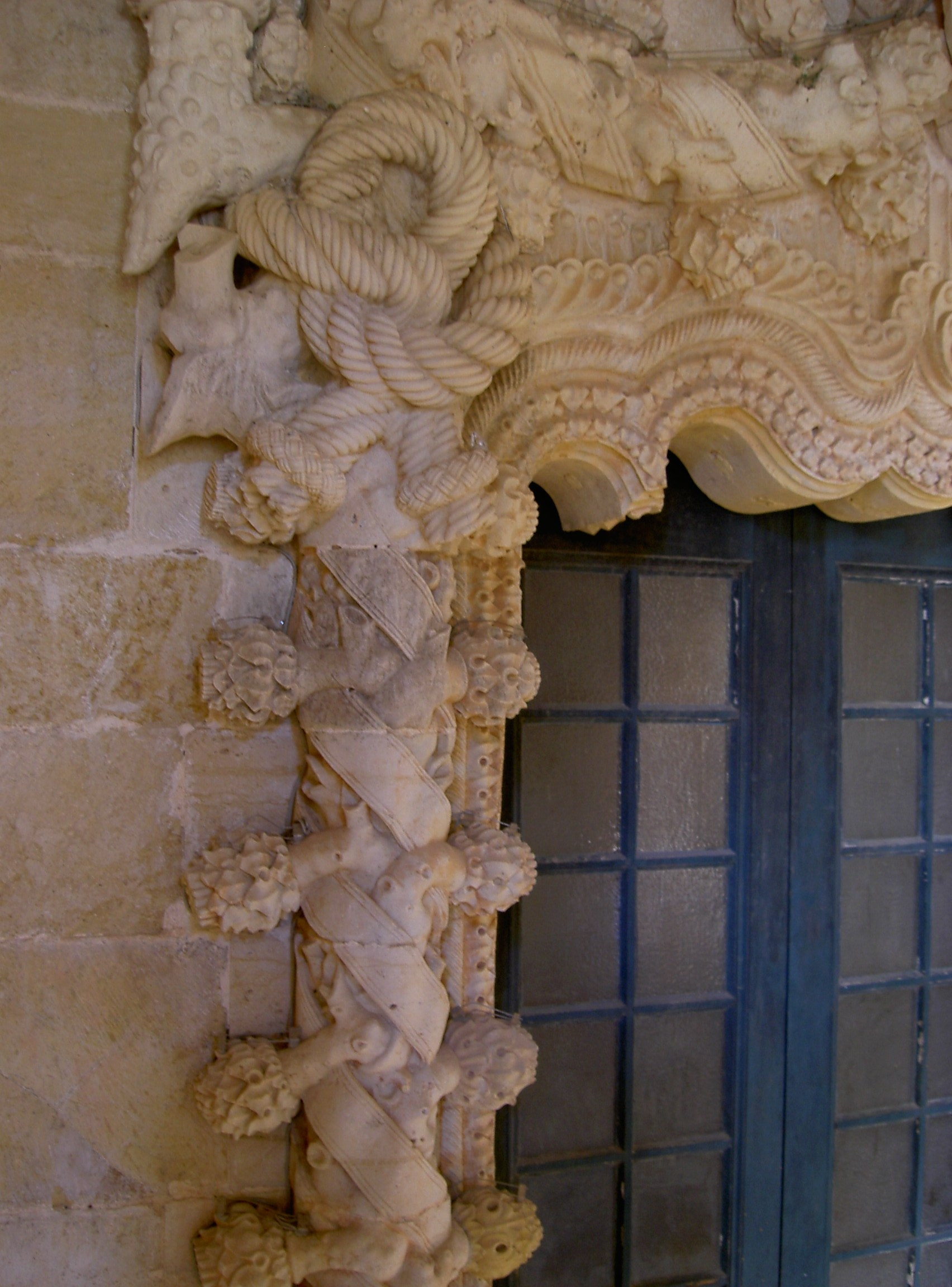
Ventana en Tomar con motivos de cuerdas y nudos

Los motivos más importantes de la arquitectura manuelina son:
- Símbolos nacionales: 
  - la esfera armilar ("la esfera de los matemáticos" conferida como divisa por Juan II de Portugal a su yerno, Manuel I de Portugal, que, habiendo escrito en el meridiano "Spera Mundi" -Esfera del Mundo- fue, más tarde, interpretada como señal de un designio divino para el reinado de D. Manuel que se presenta en los motivos artísticos del estilo como "Esperanza del Mundo", como también podría ser interpretada la expresión ahí inscrita). Por veces tenía también en el Zodíaco el acrónimo en latín del lema personal del rey Manuel I: Manuel Orbis Rex Est (MORE) o Manuel Rex Orbis Est (MROE).
  - la Cruz de la Orden de Cristo;
  - escudo nacional;
- Elementos naturalistas:
  - corales;
  - algas;
  - árboles secos. Aparecen también en el gótico final de Europa Central, usándose el término "astwerk" para describir su utilización -son, por lo tanto, un elemento característico del tardo-gótico y remiten para la estética franciscana, de cariz marcadamente naturalista y austera-. Por otro lado, es un elemento que fue utilizado por los detractores del gótico que consideraban el estilo bárbaro y primitivo -estéril como un árbol seco-. Sus raíces y troncos nudosos tienen presencia notable en el Monasterio de Alcobaza, en la ventana del Capítulo de Tomar, sobre el busto del fundador; en Vilar de Frades o en el Pazo de Sintra.
  - alcachofas (símbolo de la regeneración y de la resurrección -siendo por eso quemada en la fiesta de San Juan, esperando que vuelva a reverdecer-);
  - hojas de laurel, como en el Claustro de Juan I, en el Monasterio de la Batalla;
  - granadas (como en las puertas laterales de la Iglesia Matriz de Golegã -símbolo de fertilidad, por la cantidad extraordinaria de semillas que contienen-)
  - hojas de hiedra;
  - piñas (fertilidad y/o inmortalidad -a veces interpretadas como espigas de mijo o mazorcas)- son visibles, por ejemplo, sobre el portal de la Matriz de la Golegã;
  - caracoles o conchas de nautilus (como en la Iglesia de la Vestiaria, en Alcobaza; o en la entrada de las Capelas Imperfeitas, en el Monasterio de Batalha, simbolizando, tal vez, la lentitud de los trabajos);
  - animales varios
  - putti (niños)
- Elementos fantásticos: 
  - Ouroboros (la serpiente que muerde su propia cola: símbolo del Universo: la unión del principio y del fin)
  - sirenas (motivo del arte profano, tal vez fueran una referencia a varias palabras semejantes -en portugués sereia- y al simbolismo asociado: serão, o la hora a que se realizaba el ciclo productivo del cardado de la lana; serenata, ritual de cortejo conectado al pecado de la carne, tal como en serrallo, etc.);
  - monstruos (principalmente las gárgolas, pero también otros, como dragones y animales de boca abierta, devorando su propio cuerpo)
  - orejudos (cabezas con orejas descomunalmente grandes, como en el sillón de Santa Cruz de Coímbra);
  - animales realizando acciones humanas, en una perspectiva carnavalesca, como tocar instrumentos musicales.
- Simbolismo cristiano:
  - ramos de uvas y sarmientos (relacionado con la "Viña del Señor" y con a Eucaristía), como en Luz de Tavira;
  - Agnus Dei
  - querubines
- Otros motivos: 
  - las cuerdas y cabos entrelazados, haciendo muchas veces nudos, como en la Catedral de Viseo, en la Torre de Belém o en la Casa de los Alpoins, en Coímbra.
  - redes;
  - cinturones con grandes hebillas, como en el Coro del Convento de Cristo, en Tomar;
  - medias esferas, como en la Iglesia de la Concepción, en Beja;
  - pináculos cónicos con capullos de formas diversas;
  - columnas salomónicas (como en el portal de la Iglesia Matriz de la Golegã o en la Sé de la Guardia)
  - cadenas, como en la arquivolta del portal principal de la Casa de Sub-Ripas, en Coímbra;
  - bustos de personajes históricos;
  - cabezas de infantes (niños)
  - filigranas, semejantes a los de las platas españolas, sus contemporáneas (ver Plateresco).
  - referencias a la cestería;

Nótese que estos mismos motivos aparecen también en otras construcciones, como picotas, túmulos o incluso en otras piezas artísticas, como la joyería.

## El rey

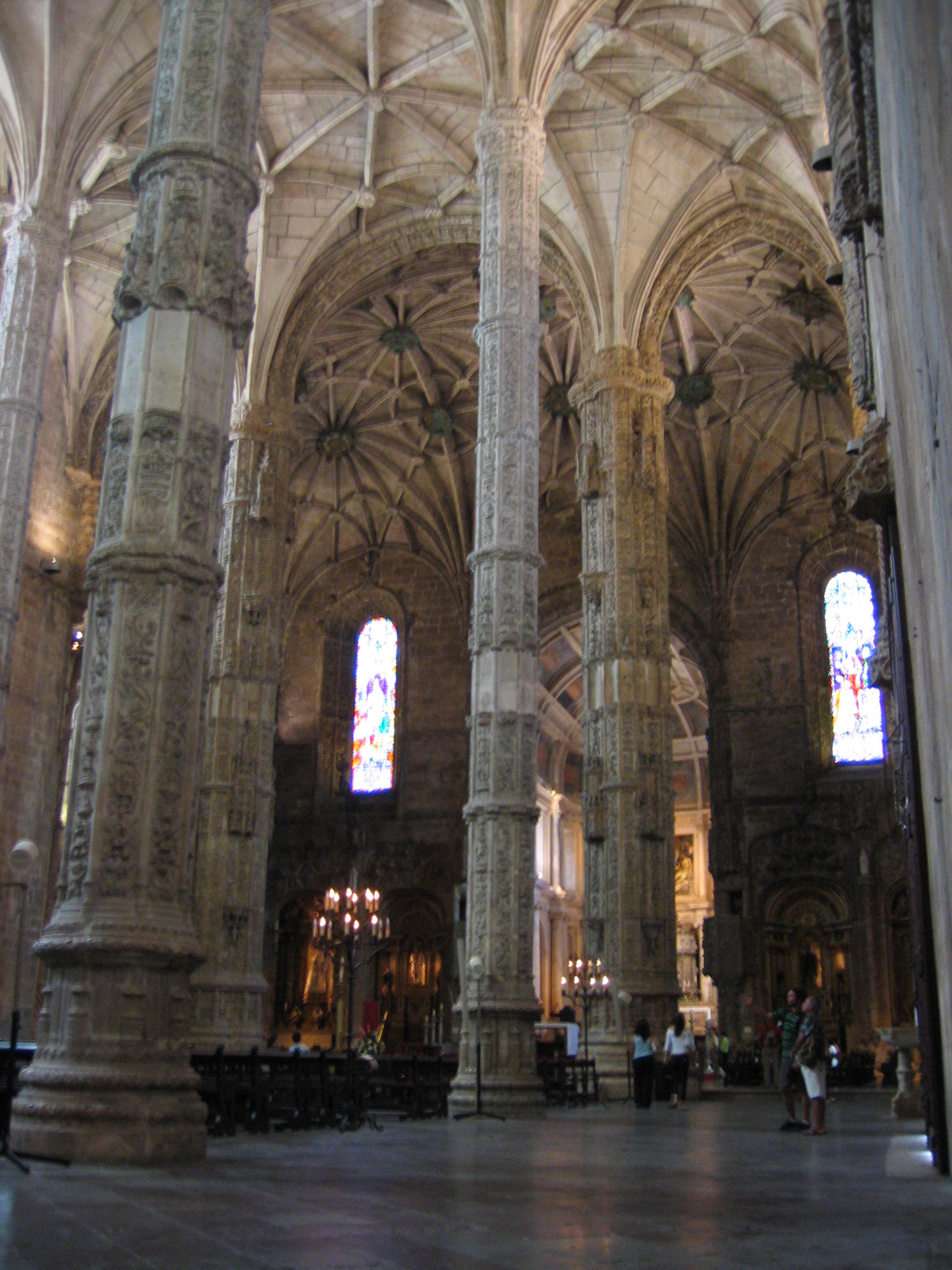
Interior de la Iglesia de los Jerónimos.

El "discurso" artístico presente en el estilo manuelino, aunque su origen sea anterior al reinado de D. Manuel, tuvo una influencia considerable de la propia personalidad del monarca, de sus aspiraciones en el contexto mundial y en especial el proyecto de una cruzada que unificaría el mundo cristiano de Occidente con el mítico reino Cristiano oriental del Preste Juan, haciéndolo el "Rey de los Mares" (y fue, de hecho, así designado por diversos autores extranjeros).
El estilo manuelino transmite en gran medida estas aspiraciones mesiánicas de un rey cuyo ascenso al poder fue, como mínimo, insólita, tras la muerte de varios otros herederos directos al trono (como el príncipe D. Afonso y su hermano, D. Diego, asesinado). Varias fueron las "señales" que indicaban que este rey fuera el "Escogido" por Dios para grandes hechos: desde la interpretación dada a la expresión "Spera Mundi", en la esfera armilar, hasta la interpretación de su propio nombre, Emanuel ("Dios con nosotros", en hebreo), nombre que le puso su madre al nacer, después de un parto difícil, largo y doloroso que solo terminó cuando la procesión del Corpus Cristi pasaba por la calle.
La propia concepción política de este rey, influenciada por su perceptor Diogo Rebelo y por el joaquinismo lo haría creer que estaba destinado a fundar el Quinto Imperio de la Profecía de Daniel. Estas referencias mesiánicas y apocalípticas están también presentes en la pintura (como en los frescos de las "Casas Pintadas", en Évora y en la "Aparición de Cristo a la Virgen" de Jorge Afonso). Un ejemplo claro aparece también en la representación del rey y de la reina Doña María, en primer plano, en el cuadro "Fons Vitae", perteneciente a la Misericórdia de Oporto, de Colijn de Coter, en una escena de la crucifixión donde la sangre de Cristo fluye dentro de un gigantesco Grial.

## Principales autores

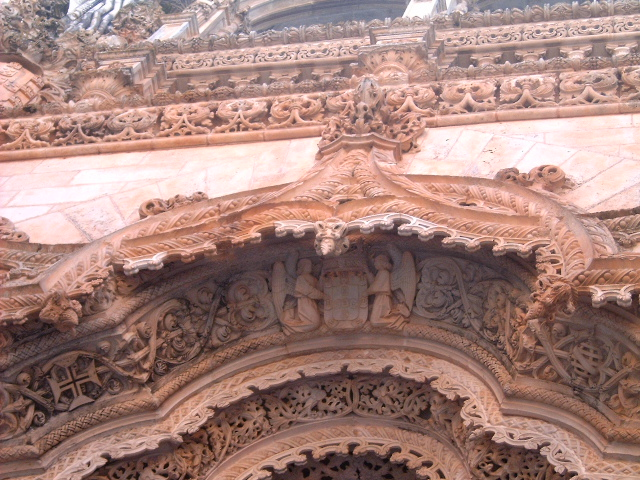
Detalle del portal de las Capelas Imperfeitas, de Mateus Fernandes.

En el norte de Portugal, los principales autores de este estilo, provenientes de Galicia y de Cantabria, fueron Tomé de Tolosa, Francisco Fial y Pero Gallego, que participaron en la creación de la Iglesia Matriz de Camiña, así como los cántabros Juan de Vargas y Juan de Pámanes, que trabajaron conjuntamente con el portugués João Lopes en la Catedral de Lamego. El máximo exponente de este estilo es el cántabro Juan de Castillo, responsable del nártex y del ábside de la Catedral de Braga, también dejó su marca en la iglesia matriz de Vila do Conde, en la Catedral de Viseo, es el autor del Monasterio de los Jerónimos, de la mayor parte del Convento de Cristo, de varias obras en el Monasterio de Alcobaza y del Monasterio de Batalha, y el constructor de la fortificación de Mazagão ya en estilo renacentista. Estas cinco últimas son Monumentos declarados Patrimonio de la Humanidad por la UNESCO. Destaca también la figura de Diogo Boitaca. Además de Boitaca, el centro de Portugal cuenta también con la obra notable de Mateus Fernandes, bien representada en el portal de las Capelas Imperfeitas, en el Monasterio de la Batalla.
Se habla aún de un "Manuelino de segunda generación", después del empeoramiento económico en Portugal, a consecuencia de los Descubrimientos. Juan y Diego de Castillo, Boitaca y los hermanos Francisco y Diogo de Arruda, que diseñaron la Torre de Belém, son sus principales representantes. También hay que nombrar a Manuel Pires, João Favacho, Pêro y Filipe Rodrigues, Álvaro Rodrigues, André Pires, João Días, Diogo Pires, el Moço, entre otros.

## Obras principales

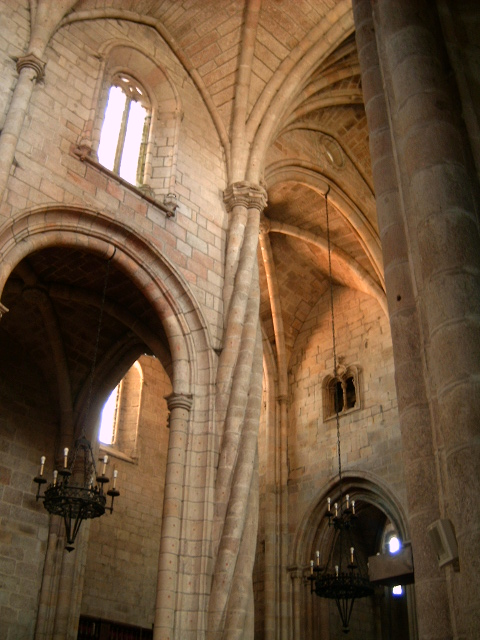
Columnas entrelazadas, típicas del Manuelino, en la Catedral de Guarda.

Entre las obras más notables del manuelino, hay que señalar:
- En el norte de Portugal, donde está presente desde el inicio del siglo XVI y donde son características dominantes la decoración al estilo del gótico flamígero y las iglesias divididas en tres naves. Con frecuencia los arquitectos eran de origen español (gallegos, cántabros y vizcaínos):
  - Pelourinho (picota) de Arcos de Valdevez
  - La iglesia Matriz de Caminha (1488-1556)
  - Capilla principal de la catedral de Braga
  - Casa y capilla dos Coimbras, en Braga;
  - La iglesia Matriz de Vila do Conde, consagrada en 1518
  - La iglesia Matriz de Freixo de Espada à Cinta, cerca de la frontera con Salamanca
  - La pila bautismal del monasterio de Leça do Balio, cerca de Oporto

Obras en el norte del país
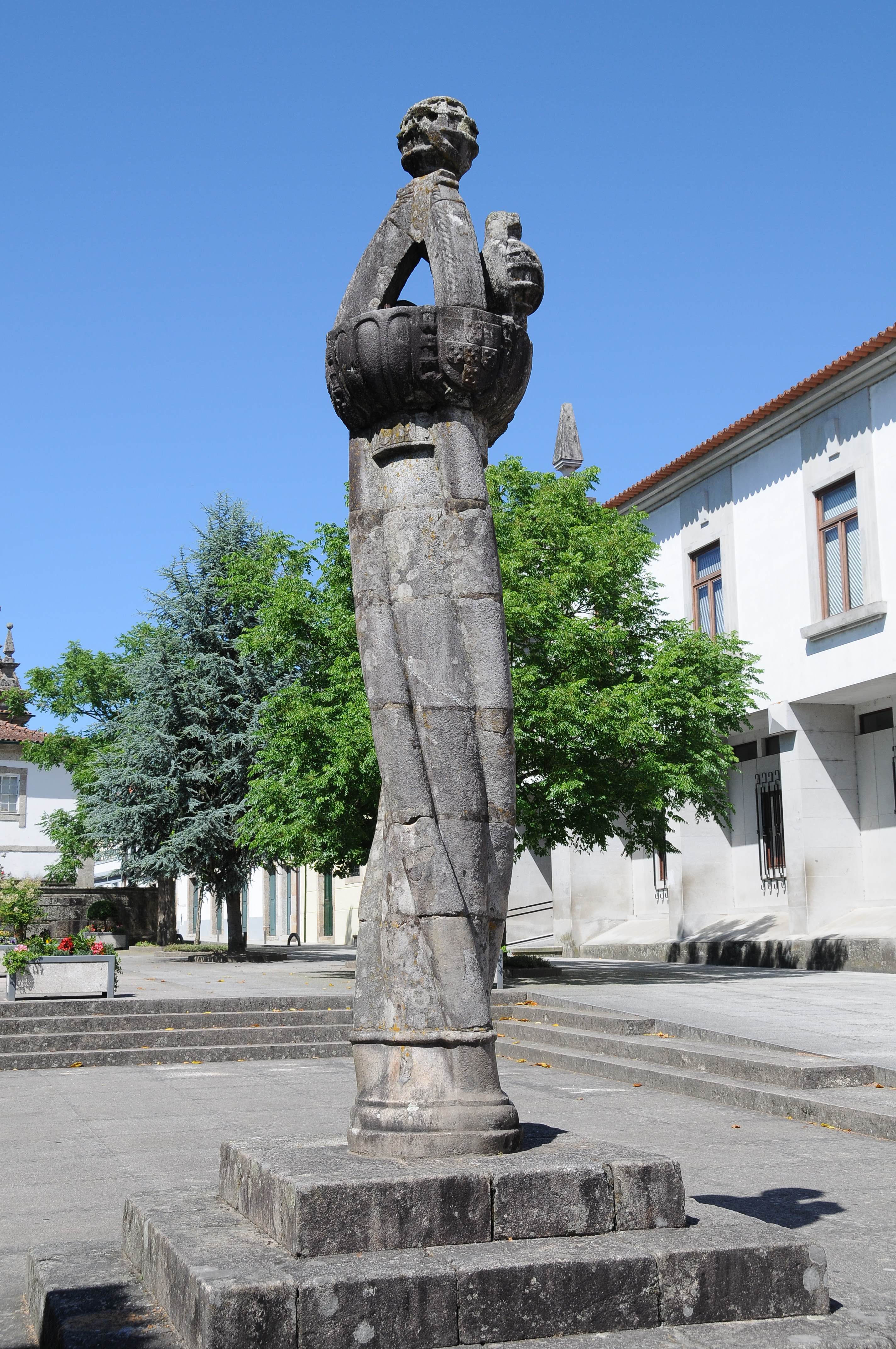
Pelourinho de Arcos de Valdeez
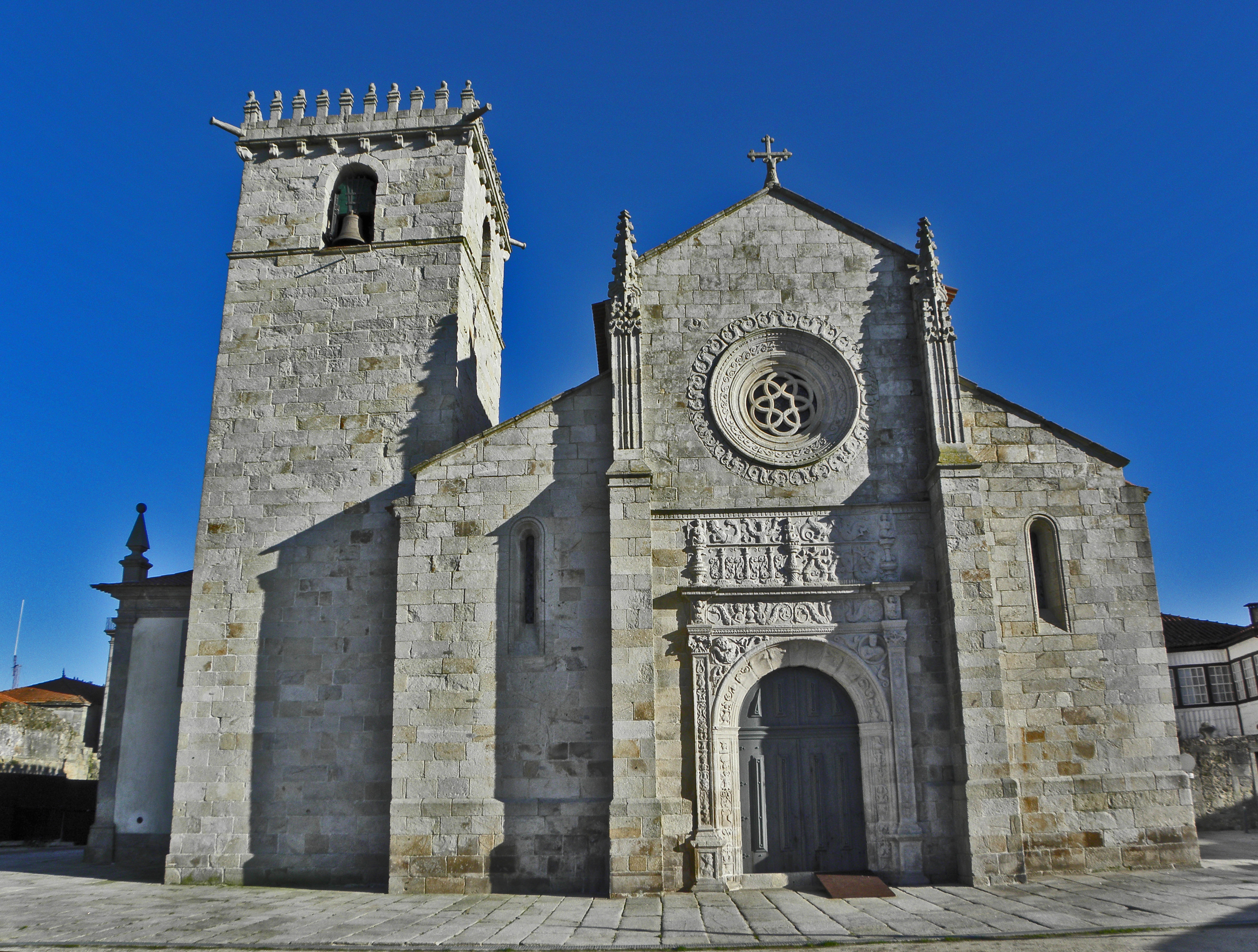
Iglesia Matriz de Caminha
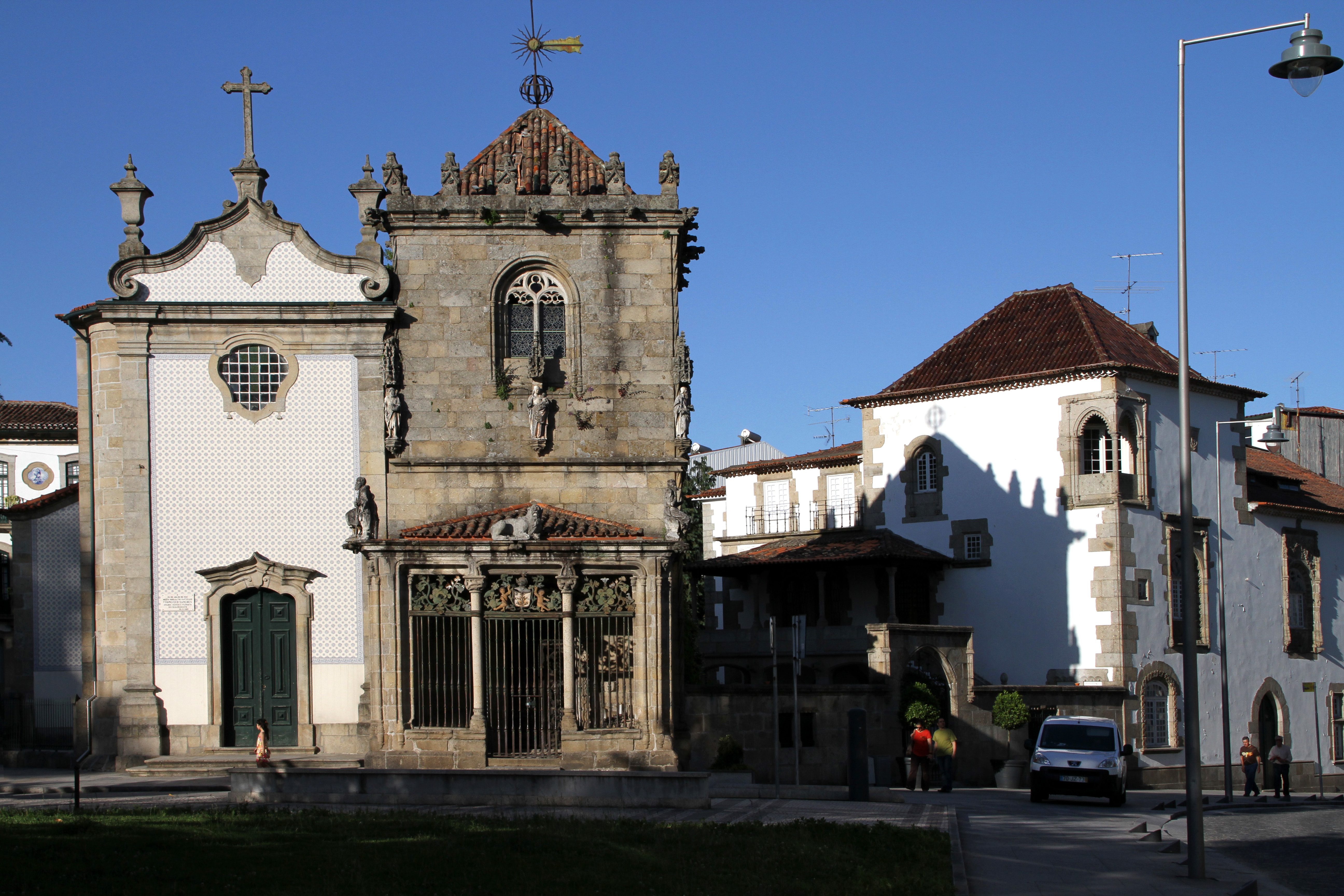
Casa e Capela dos Coimbras, en Braga
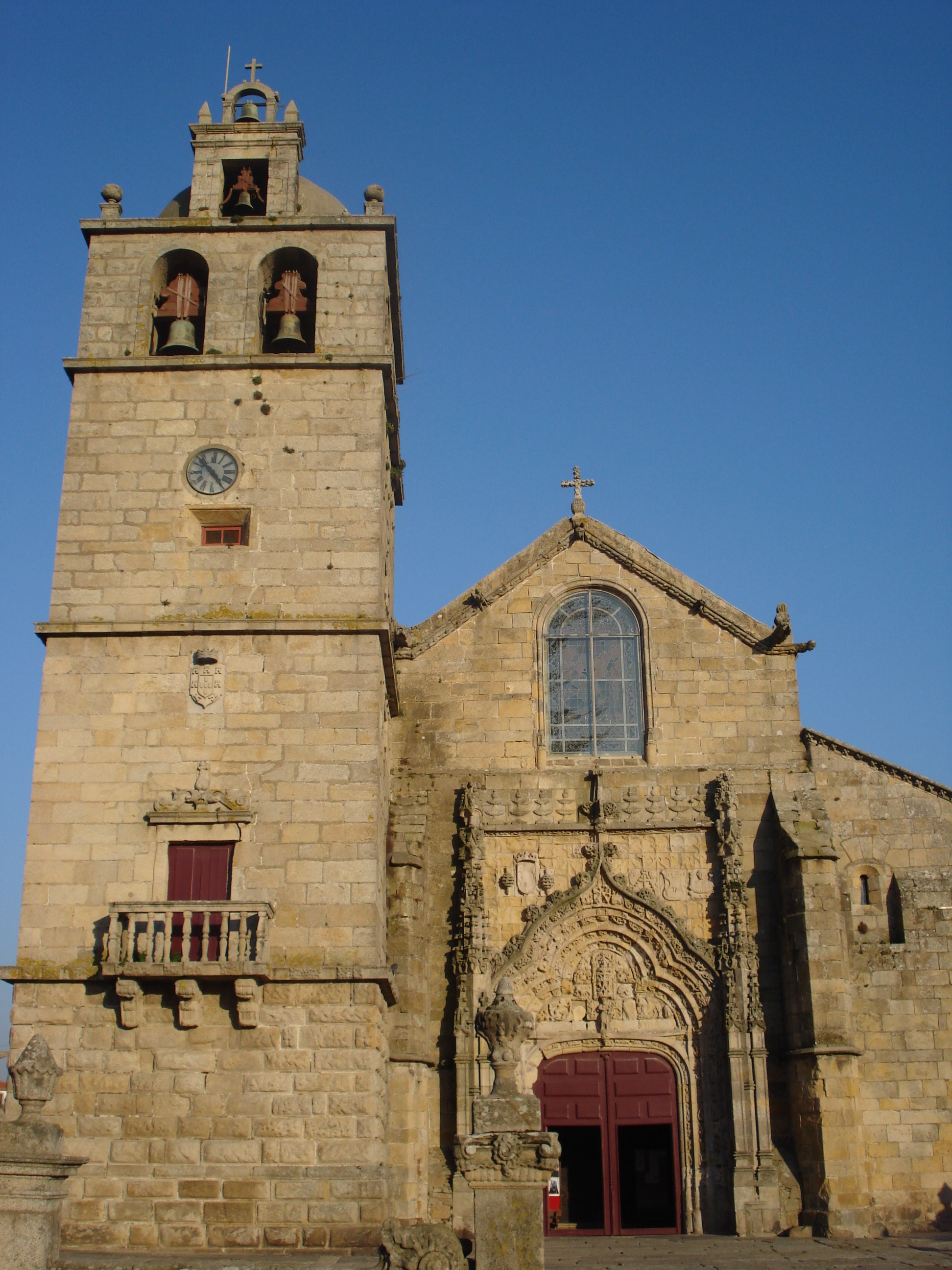
Iglesia Matriz de Vila do Conde, consagrada en 1518
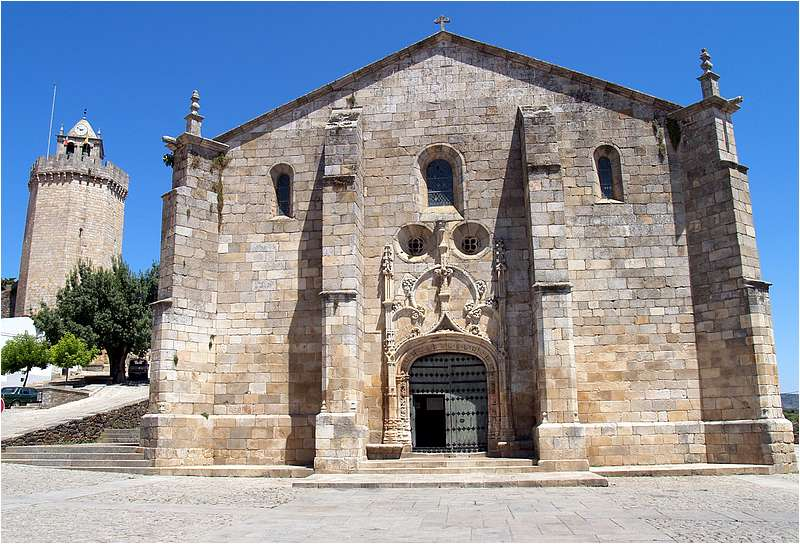
Iglesia matriz de Freixo de Espada à Cinta
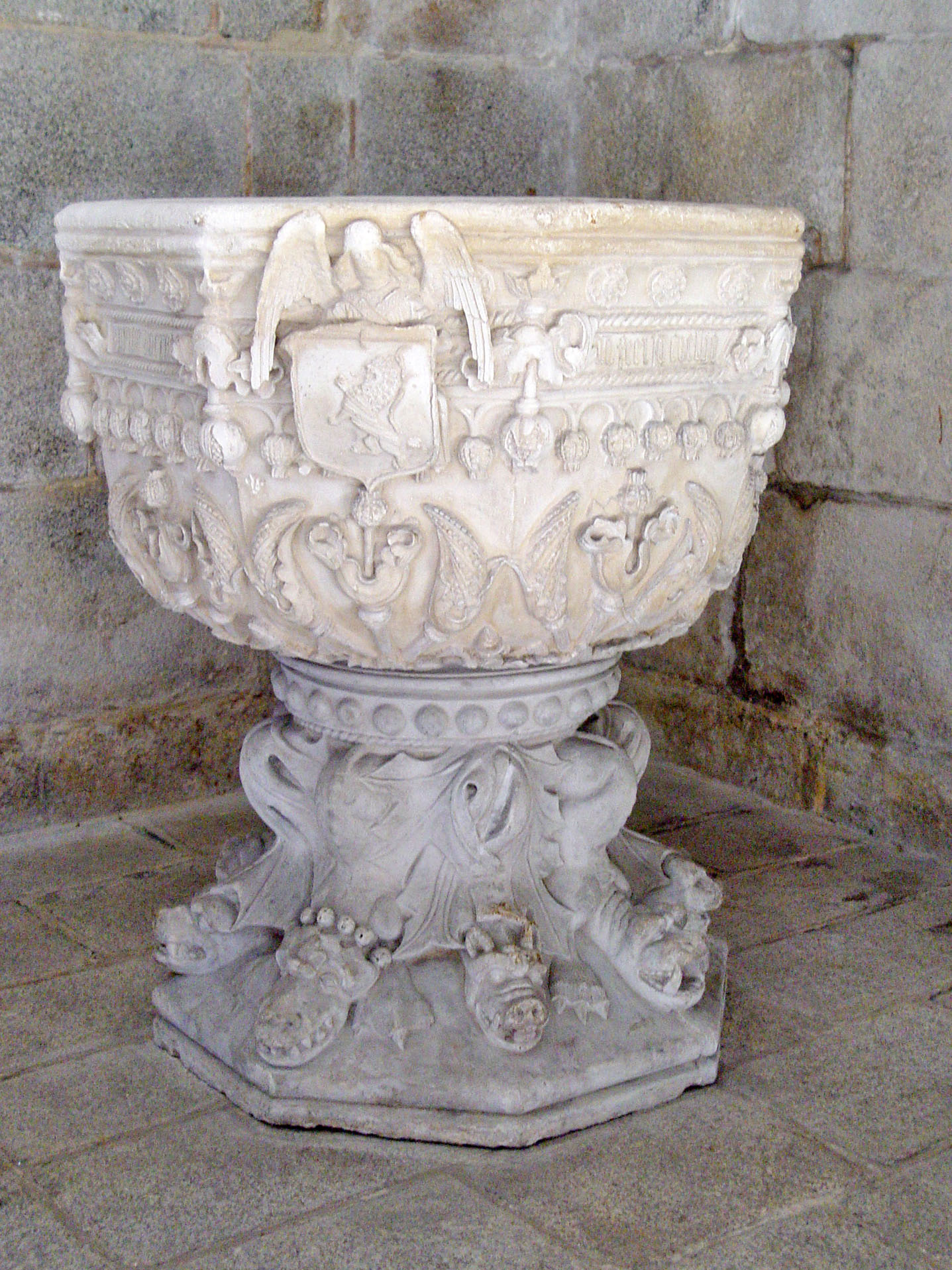
Pila bautismal

- En el centro de Portugal:
  - el monasterio de la Santa Cruz de Coímbra; (túmulos reales en la iglesia, claustro)
  - la catedral Nueva de Coímbra (pila bautismal)
  - la catedral de Guarda (columnas helicoidales y portada lateral)
  - la catedral de Viseo (bóvedas)
  - el convento de Cristo de Tomar, donde sobresale la famosa ventana oeste de la Sala Capitular;
  - iglesia de San Juan Bautista, en Tomar
  - el monasterio de Santa María de la Victória (o Monasterio de Batalha) (Claustro Real, Campanario, Capillas Inacabadas (Capelas Imperfectas) (patrimonio de la Humanidad de la UNESCO)
  - el arco triunfal de la Iglesia de Nuestra Señora del Pópulo en Caldas da Rainha
  - la iglesia matriz de Golegã
  - Crucero de Cartaxo
  - la sala de los Escudos en el palacio real de Sintra (patrimonio de la Humanidad de la UNESCO)
  - capilla del palacio de Pena, en Sintra (patrimonio de la Humanidad de la UNESCO)
  - Quinta de Ribafria, en Sintra
  - el monasterio de los Jerónimos de Belém, en Lisboa (patrimonio de la Humanidad de la UNESCO)
  - la torre de Belém, en Lisboa (patrimonio de la Humanidad de la UNESCO);
  - convento de la Madre de Dios, en Lisboa
  - portada de la iglesia de la Concepción Vieja, en Lisboa
  - el convento de Jesús en Setúbal

Obras en el norte del país
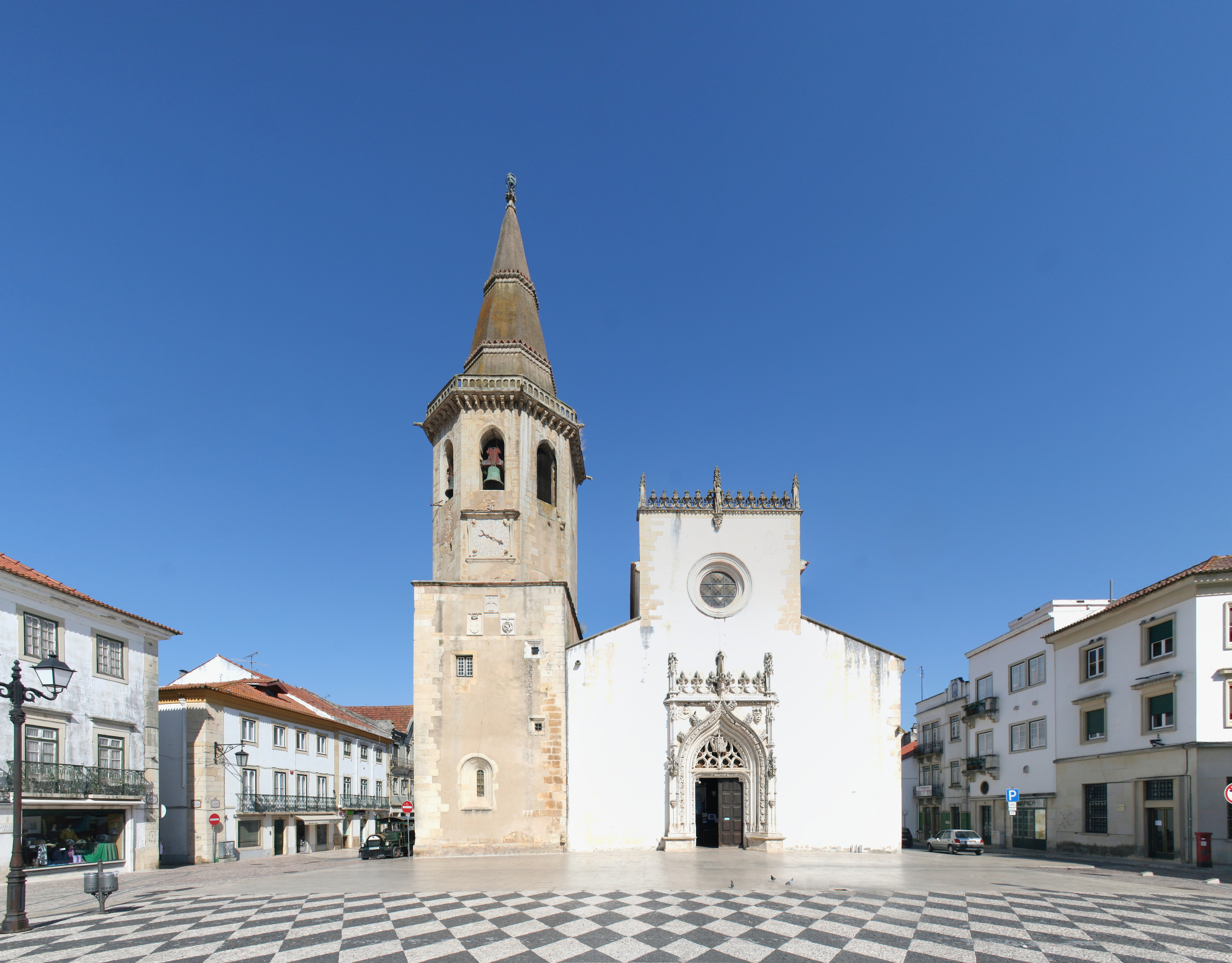
iglesia de San Juan Bautista, en Tomar
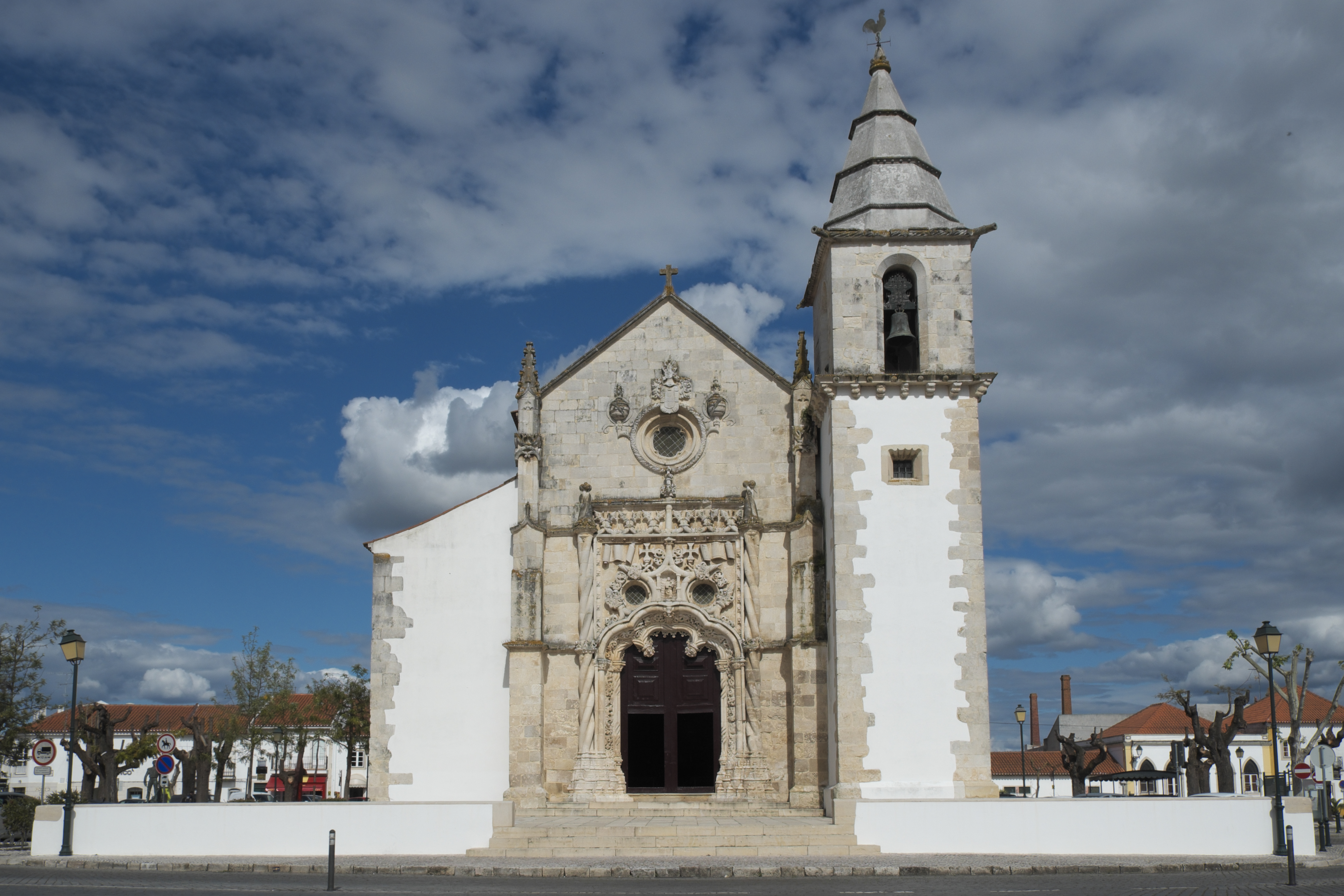
iglesia matriz de Golegã
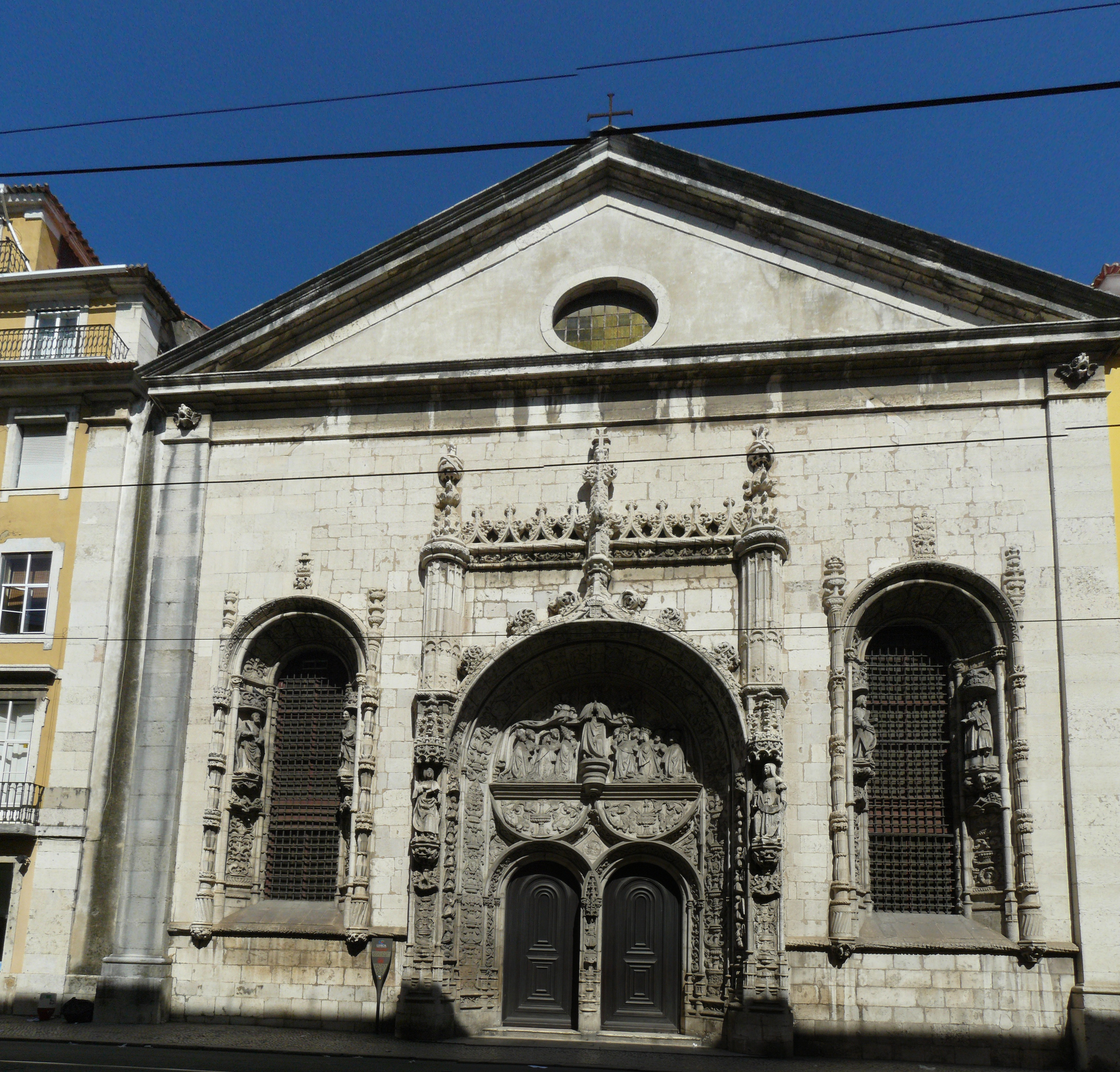
Iglesia da Conceição Velha
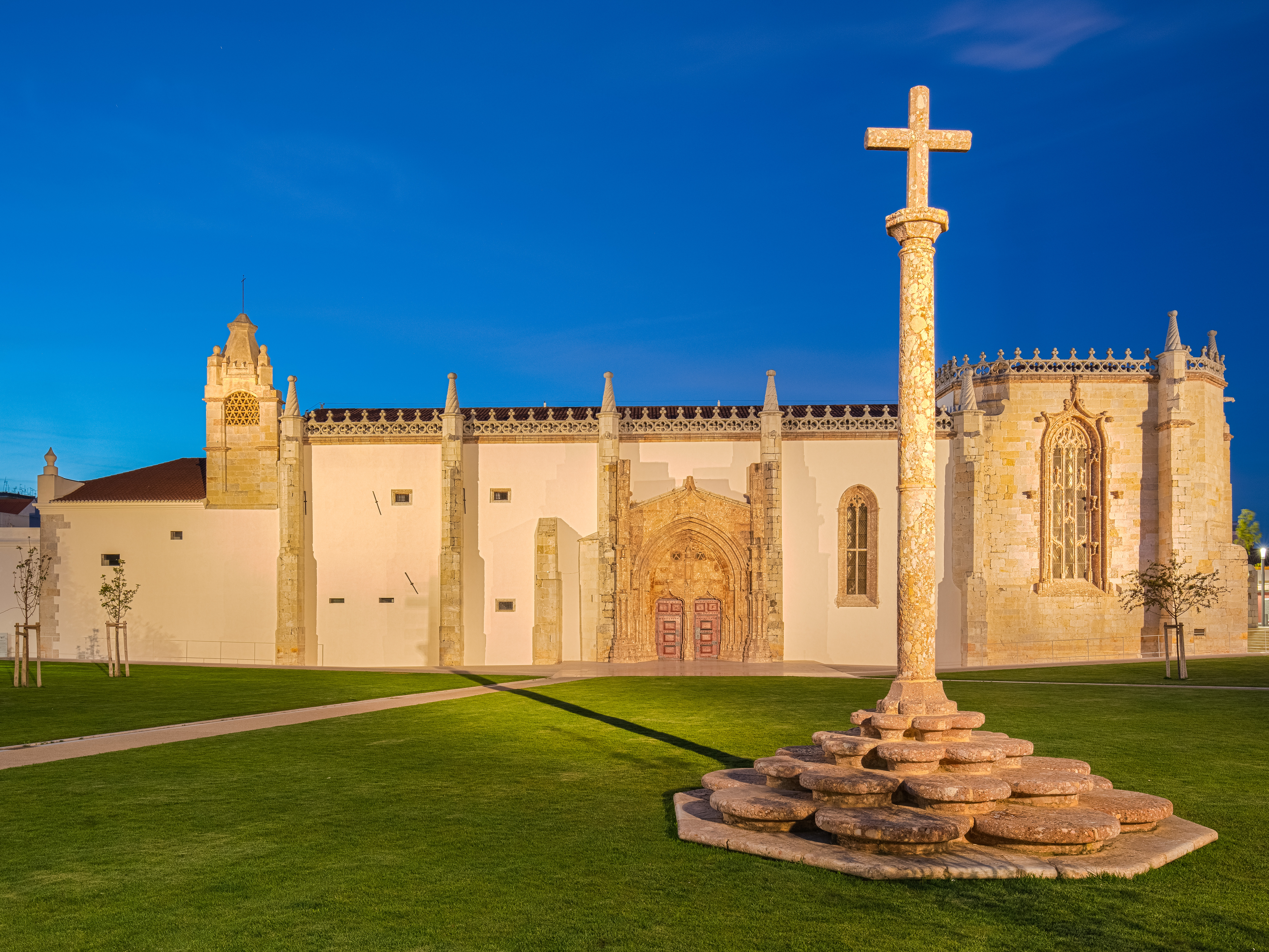
Convento de Jesús en Setúbal
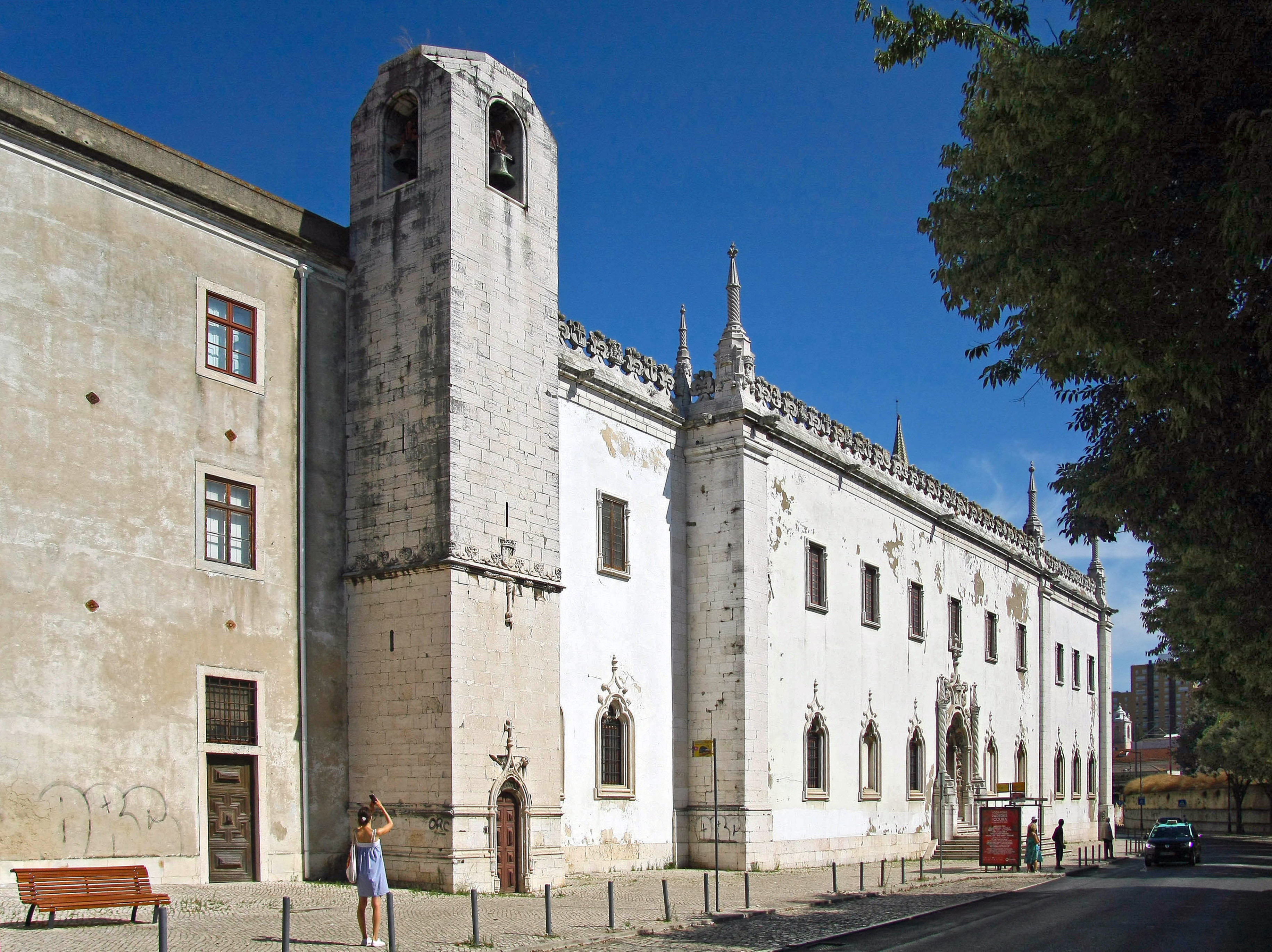
convento de la Madre de Dios, en Lisboa

- En el sur:
  - Iglesia Real de San Francisco (1480 y 1510 ), en Évora ( Patrimonio de la Humanidad   (parte de «Centro histórico de Évora», n.º ref. 361)  (1986))
  - Convento de los Loios, en Évora (patrimonio de la Humanidad de la UNESCO)
  - restos del palacio del rey Manuel (Paço de D. Manuel I), en Évora (patrimonio de la Humanidad de la UNESCO)
  - Castelo de Evoramonte, cerca de Estremoz
  - la iglesia matriz de Viana do Alentejo, obra de Diogo de Arruda
  - la iglesia Matriz do Torrão, Alcácer do Sal
  - la ermita de Nossa Senhora das Salvas, Sines
  - la iglesia de San Juan Bautista, en Moura
  - la iglesia Matriz da Luz de Tavira, Algarve
  - la iglesia Matriz de Monchique, una de las más características variantes locales del estilo
  - la iglesia Matriz de Odiáxere, característica del llamado Manuelino de Lagos
  - la iglesia de la Misericórdia de Loulé

Obras en el sur del país
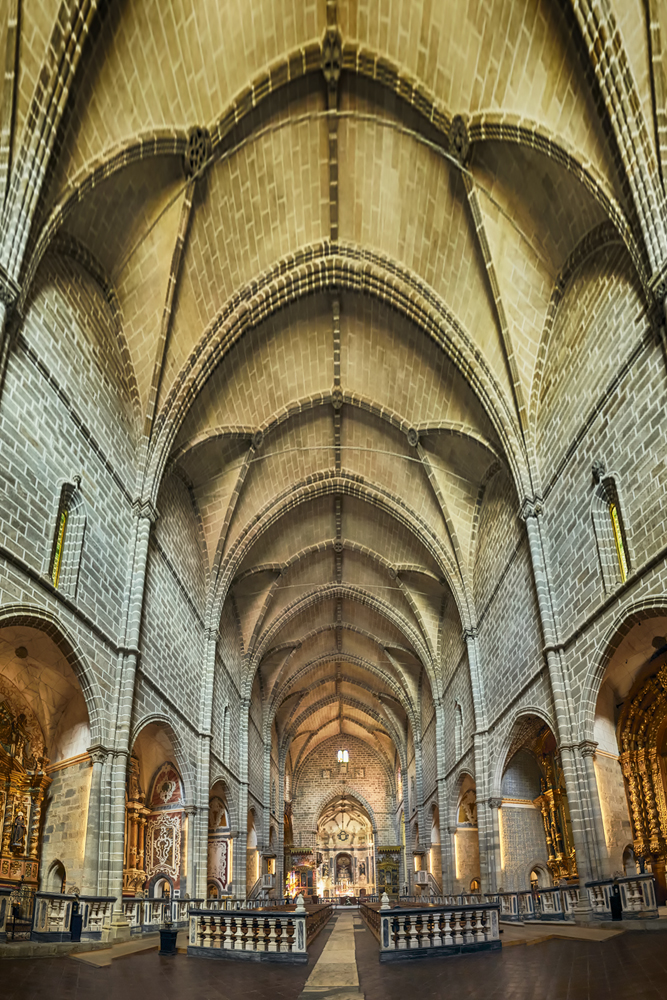
Nave principal de la iglesia Real de San Francisco, en Évora
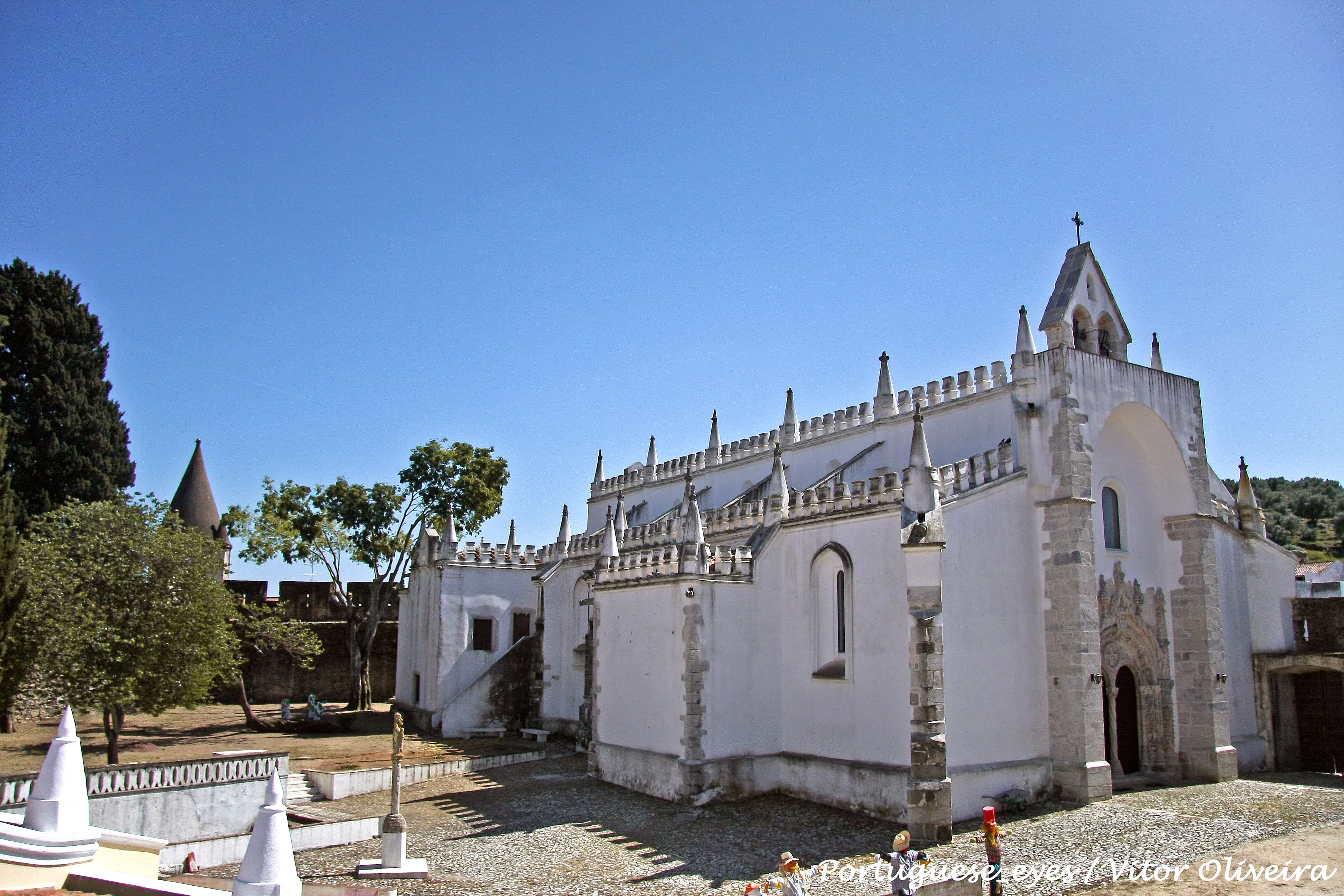
Iglesia Matriz de Viana do Alentejo
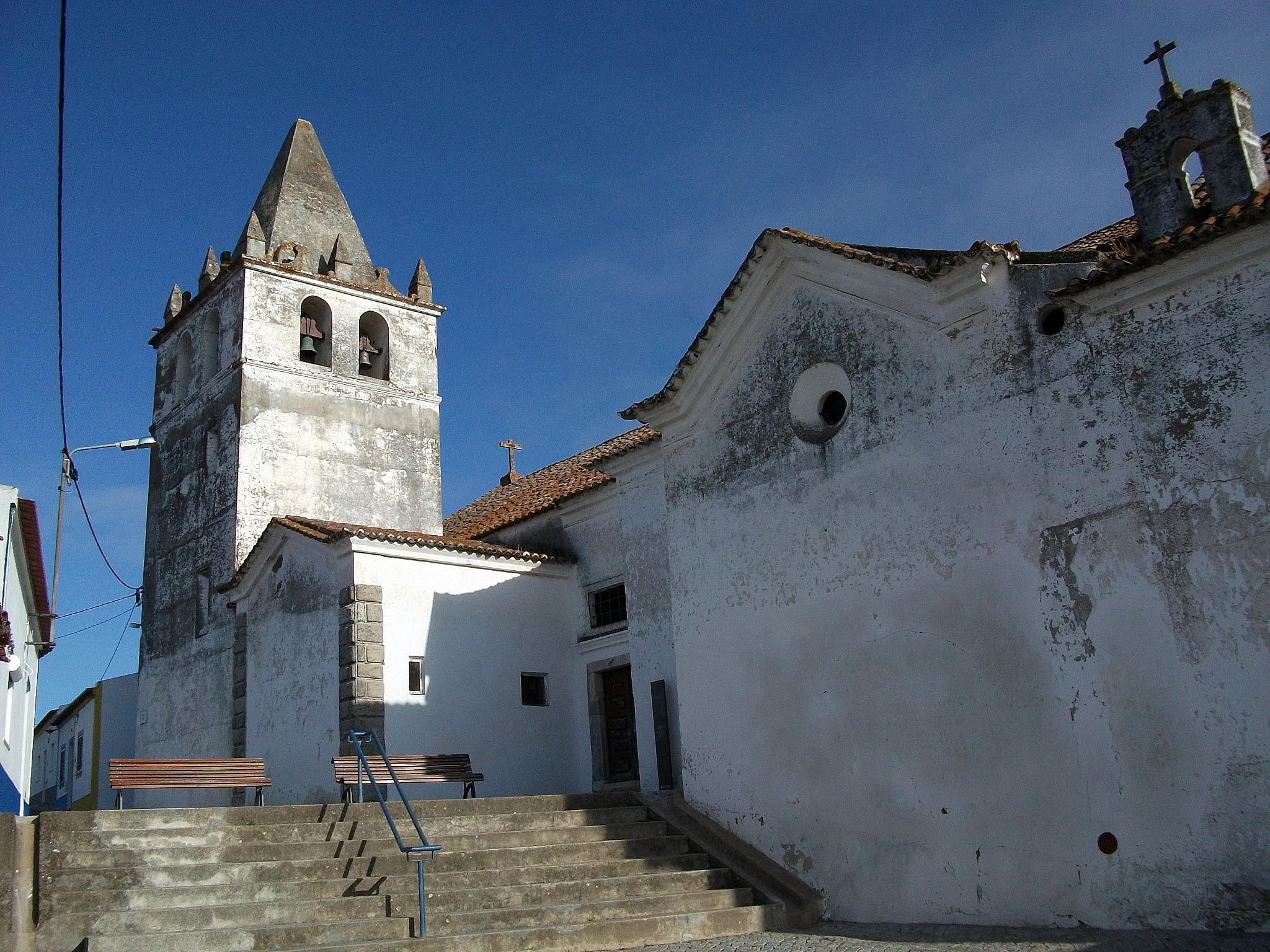
Iglesia Matriz do Torrão, Alcácer do Sal
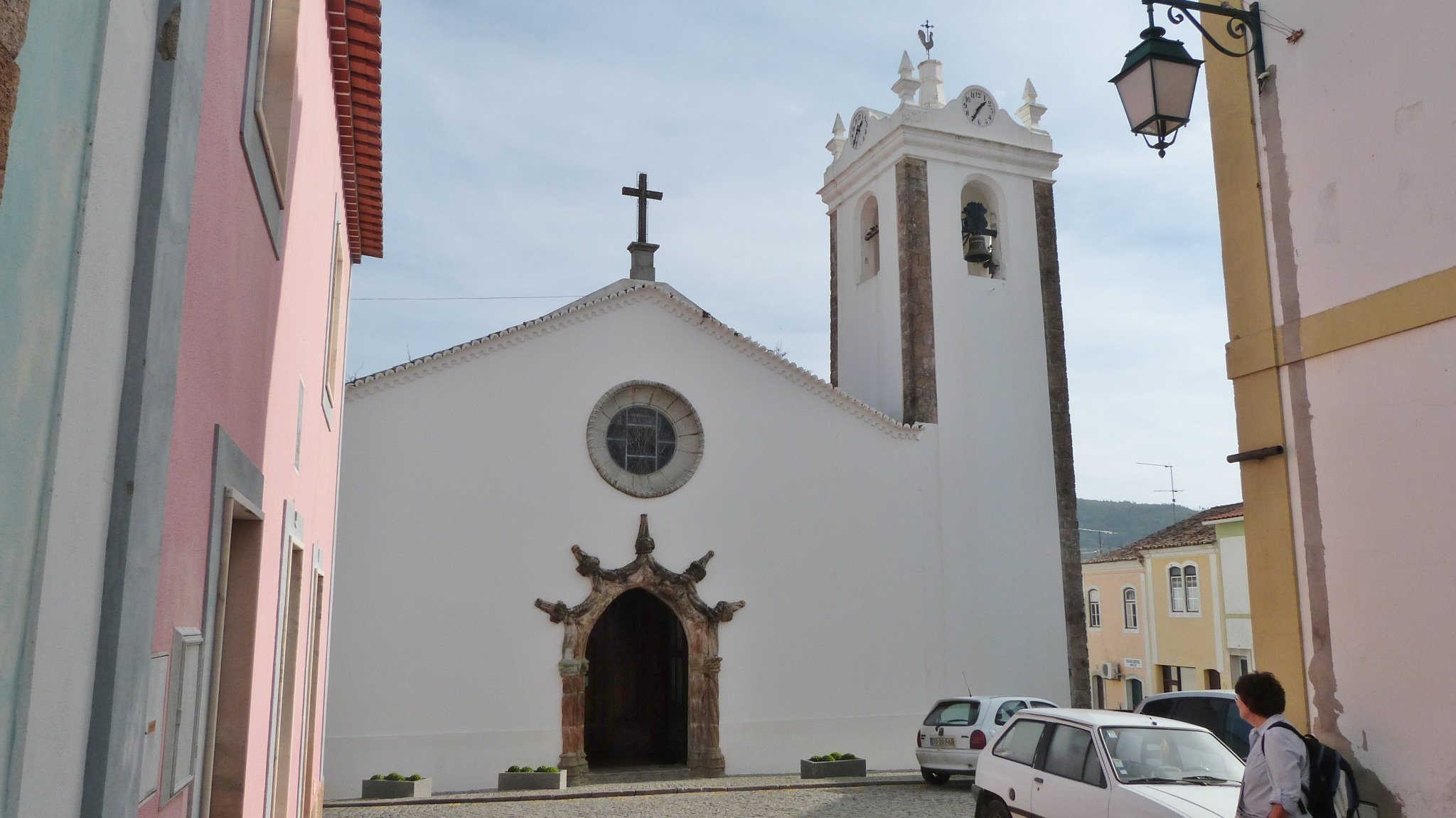
iglesia Matriz de Monchique
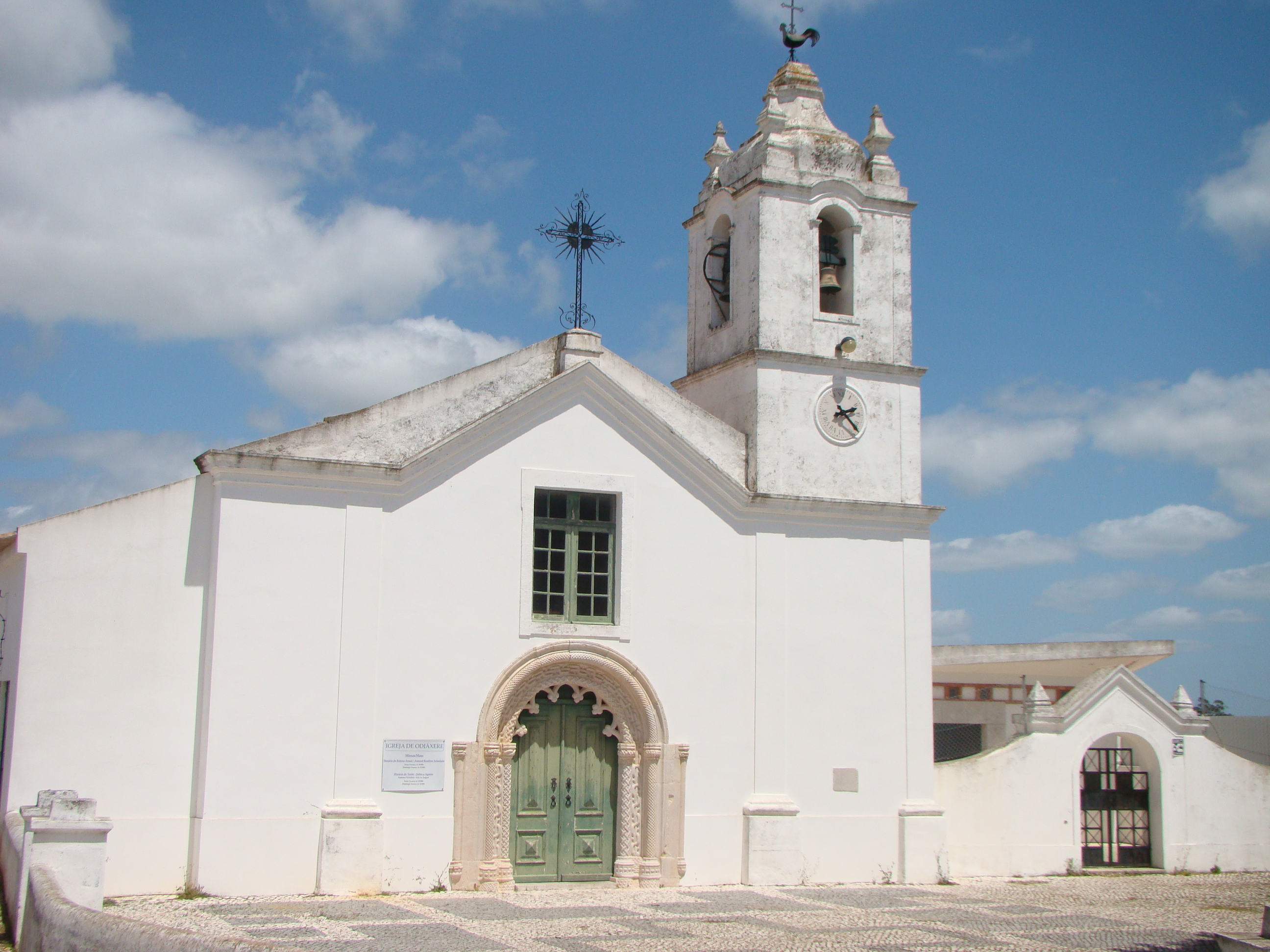
iglesia Matriz de Odiáxere, característica del llamado Manuelino de Lagos
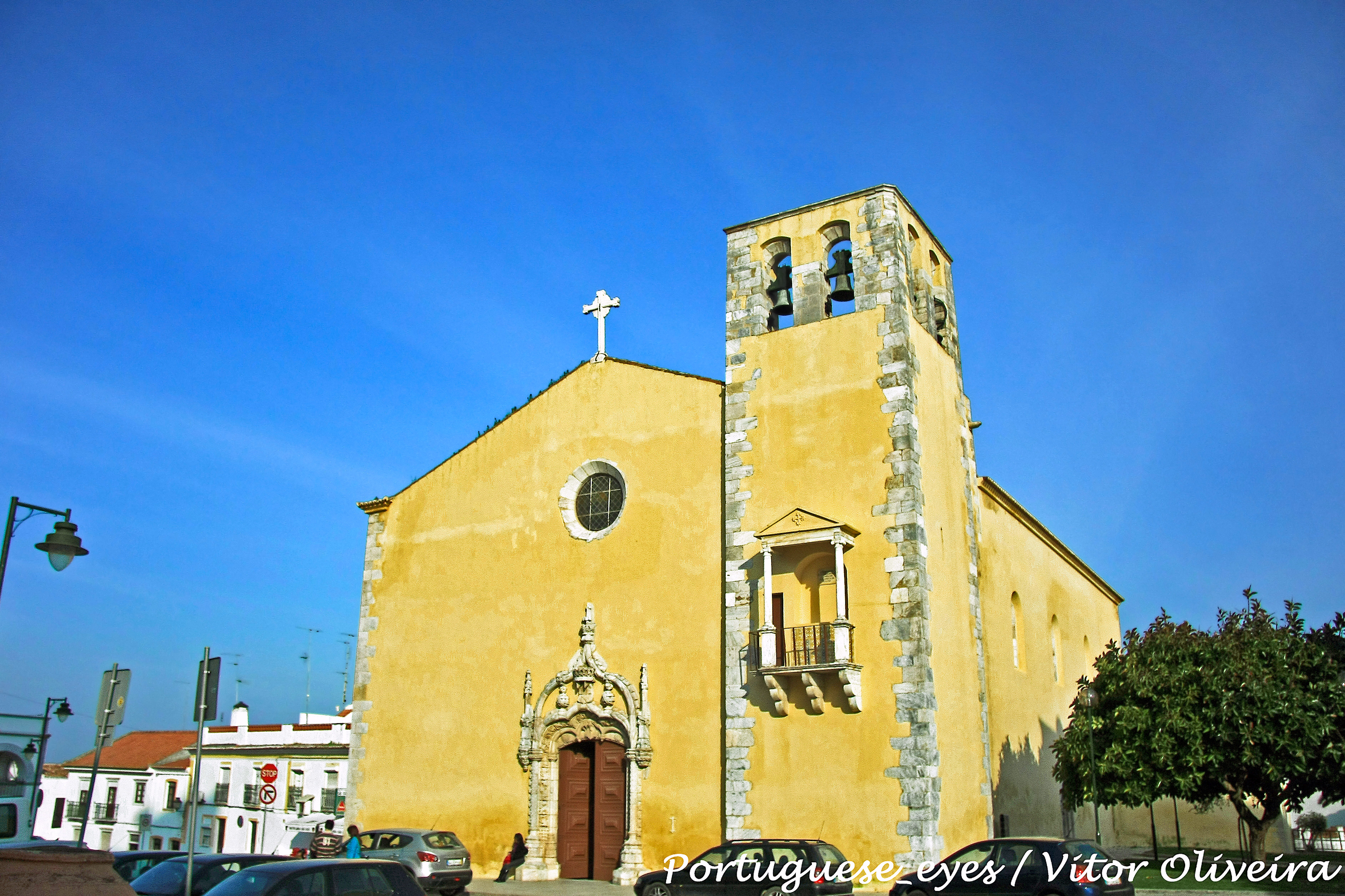
iglesia de San Juan Bautista, en Moura

- El estilo también está presente en las regiones autónomas de Madeira y Azores:
  - catedral de Funchal (Madeira)
  - Quinta de las Cruces de Funchal (Madeira)
  - la iglesia matriz de Santa Cruz
  - la iglesia matriz de Ponta Delgada (Azores)

- También hay obras manuelinas importantes en antiguas colonias y plazas fuertes portuguesas:
  - En Marruecos:
    - la Cisterna Portuguesa y la iglesia de la Asunción de Mazagán, actual (El Jadida) (patrimonio de la Humanidad de la UNESCO)
    - la cabecera de la catedral de Safi

  - En Cabo Verde
    - Rollo picota y otros elementos de la antigua villa de Cidade Velha, en el municipio de Ribeira Grande de Santiago (Patrimonio de la Humanidad de la UNESCO)

  - En Mozambique:
    - Capilla de la Virgen del Baluarte, en la Isla de Mozambique (património da Humanidade da UNESCO)
    - Palacio de San Pablo, en la Isla de Mozambique (património da Humanidade da UNESCO)

  - India:
    - Iglesia del Priorato del Rosario, en Goa (patrimonio de la Humanidad de la UNESCO)
    - Iglesia de San Francisco Javier, en Goa (patrimonio de la Humanidad de la UNESCO)
    - Partes de la Basílica del Buen Jesús, en Goa (patrimonio de la Humanidad de la UNESCO)
    - El Fuerte de Diu

  - Omán
    - Partes de la Fortaleza de al-Jalali, en Mascate
    - Fuerte de Caçapo, actual Khasab, en la península de Musandam

  - Irán
    - Cisternas de la fortaleza de la antigua Ormuz, actual Hrmoz
    - Forlaleza de Qeshm

  - Baréin
    - Ruinas de la capilla del forte de Qala'at al-Bahrain

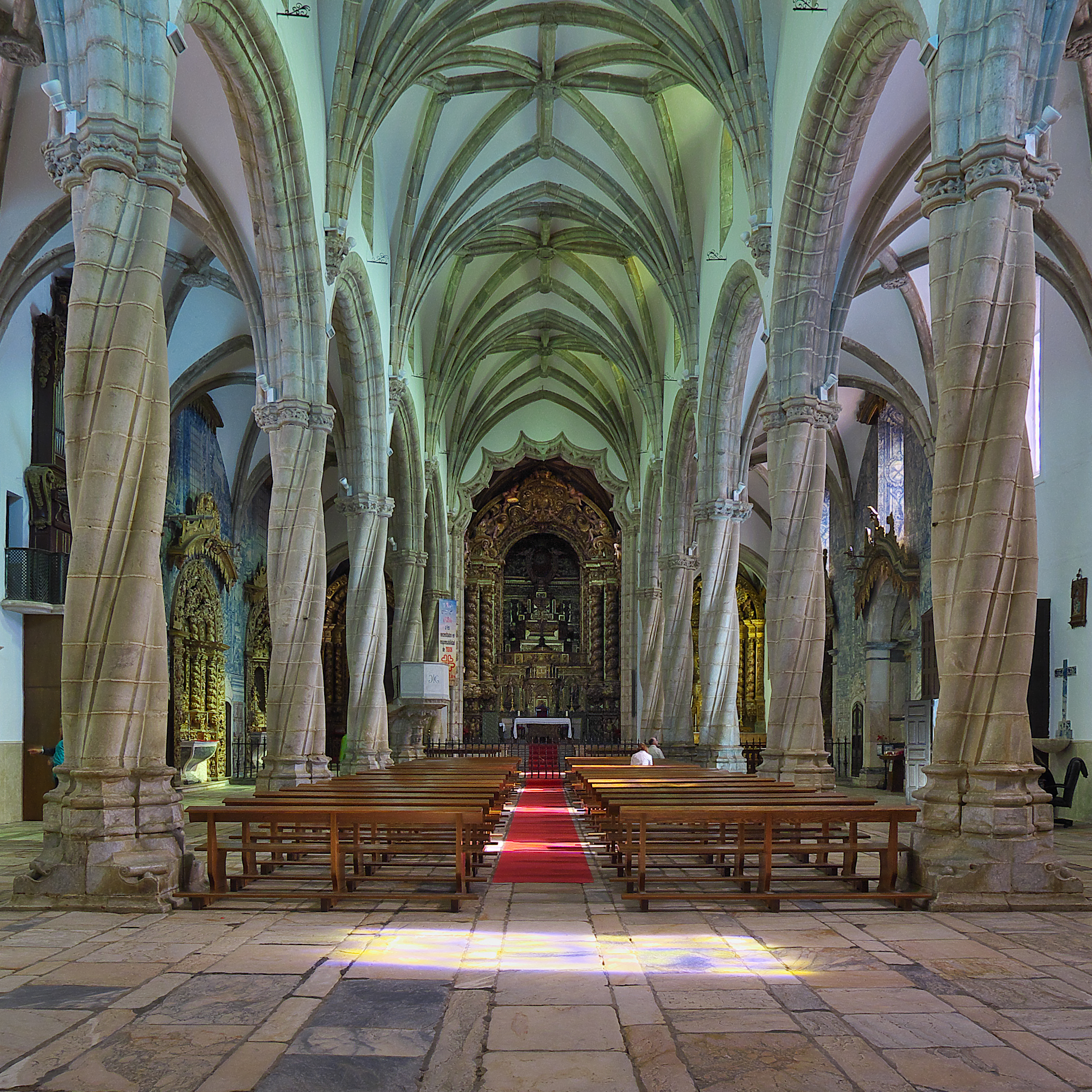
Iglesia de Santa María Magdalena, Olivenza

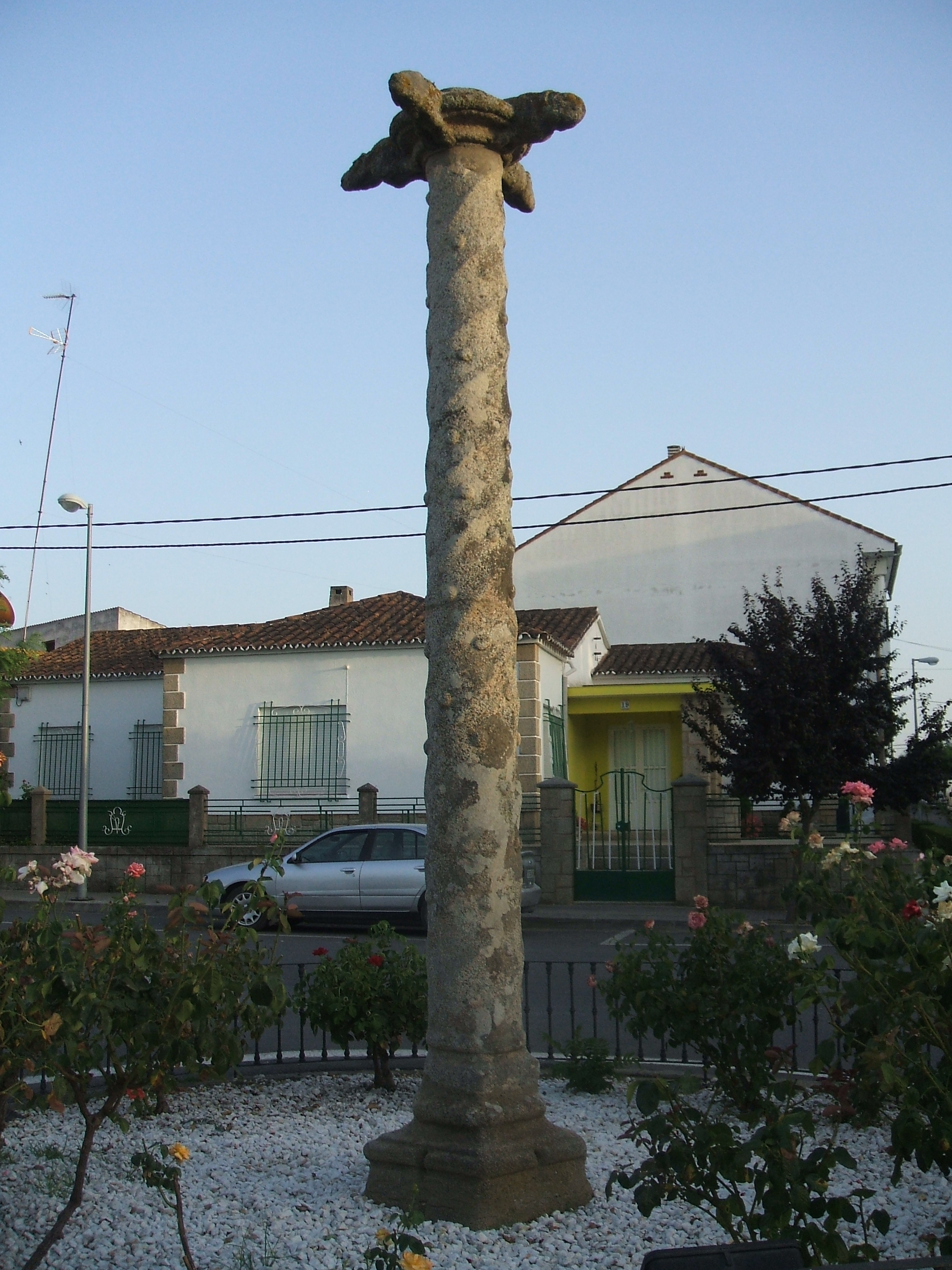
Rollo jurisdiccional de Ceclavín (Cáceres).

- - En España el arte manuelino influenció sobre todo a poblaciones fronterizas de Extremadura y Andalucía occidental, como Almonaster la Real (portada de la iglesia) o Badajoz (claustro de la catedral) (y en colonias españolas donde trabajaron como misioneros frailes-arquitectos de origen portugués). Y naturalmente aparece en las iglesias (Santa María Magdalena) y edificios públicos (Ayuntamiento, antiguo hospital) de Olivenza, ciudad que fue territorio portugués hasta principios del siglo XIX. Entre otras obras se pueden mencionar:
    - Rollo jurisdiccional de Ceclavín (Cáceres)
    - El monasterio de la Magdalena, en Sarria (provincia de Lugo)[cita requerida]
    - La portada de la iglesia de San Esteban, en Sandianes, al sur de Orense[cita requerida]
    - Mobiliario del Palacio de la Espriella, en Llanes[cita requerida]
    - Columnas y bóvedas de la Catedral de Las Palmas[cita requerida]
    - La custodia del tesoro de la Parroquia de La Concepción de La Orotava[cita requerida]

- - En México:
    - Iglesia de la Concepción de Texcoco.[cita requerida]